# Identitate națională
Identitate națională este o expresie care datează din anii 1980. În context, se poate vorbi și de „sentiment național” (concept în uz de la sfârșitul secolului al XIX-lea) sau de „conștiință națională” (în uz încă din prima jumătate a secolului al XIX-lea), când este în discuție sentimentul de apartenență a unei persoane la o naționalitate. Toate aceste expresii desemnează, în mod nuanțat, sentimentul unei  persoane față de o națiune de care aparține. Ele pot fi folosite și pentru a desemna „punctele comune”, reale sau presupuse, ale unor persoane care se recunosc ca aparținând unei aceleiași națiuni, aceste puncte comune formând toate la un loc, o caracteristică comună, un habitus al lor.
Nu trebuie confundată identitatea națională, care este un sentiment, cu naționalitatea, care desemnează o apartenență, fie politică sau juridică (în sensul de cetățenie), fie etnică. Cum sensul expresiei „identitate națională” variază de la o comunitate la alta, este dezirabilă definirea ei cât mai clară (fie și numai din cauza polisemiei termenilor identitate și națiune).
În a doua jumătate a secolului XIX și în special în secolul XX, prin intermediul sistemelor lor educaționale, statele și-au asumat rolul de a forma „identitatea națională” precizând și definind „punctele comune”. Astfel, definirea identității naționale variază în timp, în funcție de politicile implementate de guverne. De exemplu, în Franța, Revoluția națională a guvernului condus de Philippe Pétain (1940-1944) dădea drept „puncte comune” o serie de elemente inspirate de dreptul sângelui, de religia catolică și de doctrinele rasiste ale antropologiei secolului al XIX-lea, în vreme ce definirea „punctelor comune” în timpul celei de-a patra și a cincea republici a fost inspirată de dreptul pământului, de umanismul laic și de studiile sociale ale științelor umaniste din cea de-a doua jumătate a secolului XX. Cu toate acestea, familiile, comunitățile și anumite partide sunt de asemenea medii de transmitere a „punctelor comune”, care pot fi diferite de cele alese și susținute de stat, putând astfel defini o identitate națională diferită de aceea promovată de stat.
Sentimentul de identitate națională este intim fiecărei persoane și depinde de felul în care are loc în cazul fiecărei persoane procesul de interiorizare a reperelor identitare reprezentate de „puncte comune” precum limba vorbită, schimburile economice, diversele practici sociale, simbolistica locală, comunitară sau de stat, cultura, muzica, bucătăria, istoria așa cum este ea povestită în școli, la radio, la televizor etc.. În culturile tradiționale și în societățile închise, care lasă puțin loc dezvoltării personale și care acordă multă importanță sentimentului comunitar, „punctele comune” și identitatea de grup (dată de elemente comune precum comportamentele sociale, credințele și ideologiile dominante, religia, limba etc.) formează o componentă esențială a personalității individului. Însă de manieră generală, identitatea unei persoane nu este fixată odată pentru totdeauna, ci ea evoluează și corespunde unui „parcurs al vieții”, înscriindu-se astfel într-un proces mai larg al schimbării specific erei moderne, proces caracterizat de un avans fenomenal al cunoașterii și de efortul de adaptare a individului (și a omenirii) la această cunoaștere.
Potrivit opiniei publice și unor autori, sentimentul de identitate națională tinde să devină mai puternic atunci când țara sau națiunea este amenințată militar (război) sau economic (criză): dacă amenințarea exterioară devine precis identificabilă, cum a fost cazul Franței în 1914, „națiunea” se înflăcărează și această exaltare ia atunci un sens din ce în ce mai puțin bazat pe valori universale și din ce în ce mai mult etnic și teritorial. Însă majoritatea specialiștilor (antropologi, sociologi, politologi, istorici etc.) de la sfârșitul secolului XX sunt de părere că această interpretare este tipică acelor cazuri în care se face confuzie între concepte precum țară / stat pe de o parte și națiune pe de altă parte. În vreme ce țara este teritoriul geografic al unui stat iar statul este o organizație care deține monopolul unor servicii pe un teritoriu delimitat, națiunea este un grup etnic format din membri care au în comun una sau mai multe trăsături identificatorii (precum limba, religia, rasa, cultura și / sau teritoriul) și care sunt mobilizați politic sau pot fi mobilizați politic. Cum limitele națiunii coincid (dacă coincid) foarte rar cu cele ale statului, sentimentul național (și expresiile sinonime ca identitate națională și conștiință națională) trebuie să fie distins de sentimentul patriotic deoarece în vreme ce sentimentul național desemnează identificare cu și loialitate față de un grup etnic / națiune, sentimentul patriotic desemnează identificare cu comunitatea cetățenilor unui stat și loialitate față de un stat  ·  .

## Configurații istorice

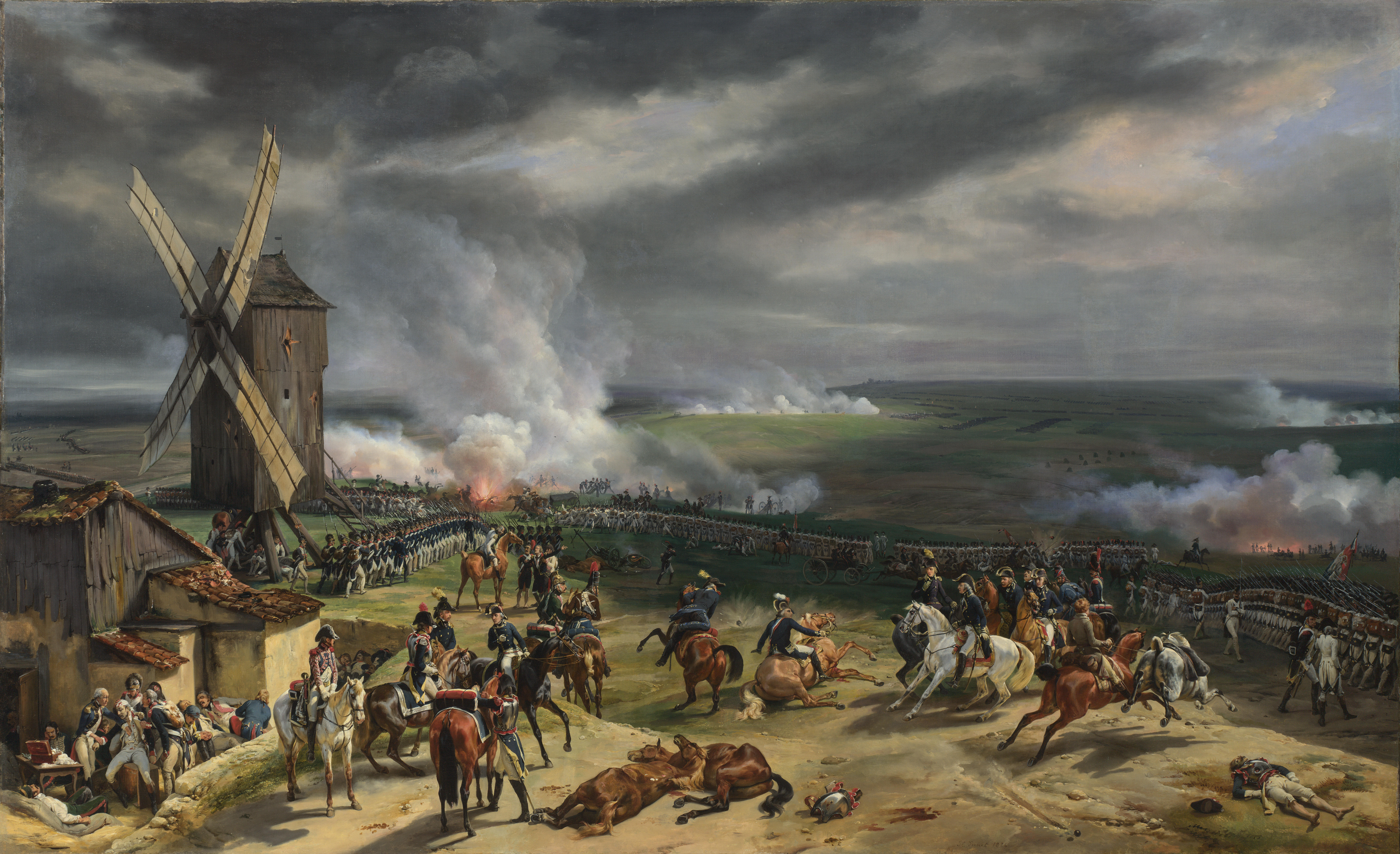
Bătălia de la Valmy (20 septembrie 1792) a fost prima bătălie din istorie în care s-a auzit strigătul de luptă „Trăiască națiunea!” (Vive la nation!). Pictură de Jean-Baptiste Mauzaisse, 1835.

Există un consens general între cercetătorii din domeniul științelor socio-umane asupra faptului că ideea de națiune (ca masă de indivizi solidari, uniți, conștienți de unitatea lor, activi cu scopul de a-și întări unitatea și implicați politic) a apărut ca o nouă modalitate de construire a identității colective în perioada modernă. Acestea fiind spuse, este foarte greu de precizat momentul istoric al începuturilor acestei idei moderne: Greenfeld vede aceste începuturi în Războiul Civil Englez, Anderson în războaiele de independență sud-americane, Alter în Revoluția Franceză, Breuilly și Kedourie situează începuturile ideii de apartenență națională atât în romantismul german cât și în reacția internațională la revoluția franceză, iar Calhoun susține că aceste începuturi nu corespund unui moment precis în sens cronologic, ci unei perioade marcate de multiple schimbări socio-istorice care au provocat o apariție graduală a noii idei. În mod similar, este foarte greu de precizat locul unde a apărut la nivelul maselor populare ideea de apartenență națională. Într-o viziune simplificată și pur cronologică, revoluția nord-americană din cea de-a doua jumătate a secolului XVIII ar fi prima acaparare a puterii politice de către un curent naționalist (deși termenul de națiune nu este menționat în Constituția Statelor Unite ale Americii), înainte de revoluția franceză (în cadrul căreia «Vive la nation» a devenit pentru prima dată strigăt de luptă)  ·   sau de revoluțiile sud-americane de la începutul secolului XIX. Această viziune este întărită de o comparație între societatea europeană și societatea americană de secol XVIII, comparație care permite observarea faptului că în America ziarele (economic mai accesibile maselor) au jucat un rol mai important decât cărțile (accesibile elitei) în conturarea conștiinței existenței unei comunități. Această conștiință a fost verbalizată prin împărțirea lumii între America noastră și capitala regală din Europa.
Deja prezent la nivelul elitelor burgheze în timpul războaielor napoleoniene, sentimentul de apartenență la o entitate națională s-a dezvoltat în Europa și în America de Nord și de Sud de-a lungul întregului secol al XIX-lea, în contextul în care ideologia romantică a insuflat indivizi din rândurile elitei burgheze (urmați uneori de marea masă a populației) să se ridice la luptă împotriva imperiilor și a monarhiilor, bazate pe dreptul divin, care dominau lumea. Însă dezvoltarea acestui sentiment de apartenență individuală la un corp social imens (format dintr-o mulțime de indivizi atât de mare încât cunoașterea personală a tuturor celorlalți era imposibilă) nu ar fi putut avea loc în secolul XIX dacă nu ar fi fost create încă din secolele XV-XVI anumite condiții prielnice, constituite dintr-o foarte complexă îmbinare de factori psihologici, sociali și tehnologici.

Creație a burgheziei romantice de la începutul secolului XIX, sentimentul de identitate națională a schimbat percepția pe care individul o avea despre ceilalți: națiunea este grupul în care toți sunt asemenea în ciuda diferențelor de ordin social. Libertatea conducând poporul de Eugène Delacroix, 1830.

În acest sens, felul în care individul își reprezintă forma de organizare socială presupusă de apartenența la o națiune este foarte diferit de reprezentările celorlalte forme de organizare socială concepute și cunoscute anterior. Înainte de apariția ideii de apartenență națională, individul îi percepea pe ceilalți ca fiind asemenea și ca făcând parte din aceeași comunitate cu el în măsura în care ceilalți trăiau în același oraș (orașul fiind cea mai mare unitate comunitară a elitelor, care implica atât ideea de apartenență cât și ideea de cultură comună), în același sat sau făceau parte din același neam (familie lărgită) cu cel ce își punea problema alterității. Prin urmare, ceilalți erau percepuți drept asemenea în măsura în care puteau fi cunoscuți în mod direct și nemijlocit. Or ideea de națiune implică extinderea calității de asemenea și asupra celor pe care individul nu îi poate cunoaște în mod nemijlocit. Acest lucru a fost făcut posibil de dezvoltarea condițiilor de comunicare (dezvoltarea căilor de transport, alfabetizarea, dezvoltarea comerțului, dezvoltarea armatelor și intensificarea campaniilor militare de mare amploare etc.), fapt ce a permis unor mase mai largi de oameni să interacționeze. În același timp, pentru ca ideea de națiune să se poată substitui identității medievale anterioare, ale cărei fundamente erau credința religioasă și jurământul de credință făcut unui suzeran, o condiție fundamentală a fost apariția ideii de responsabilitate individuală.
Începând cu cea de-a doua jumătate a secolului XIX, formarea sentimentului de identitate națională a devenit o prioritate politică a statului. Dezvoltarea naționalismului de stat a fost provocată și facilitată de procesul de urbanizare, de politicile sociale implementate de state (medicalizarea vieții sociale, educația obligatorie etc.) și de avansul tehnologic fără precedent care au provocat atragerea unui număr mai mare de indivizi în schimbul de informații și de idei.

### La început a fost cuvântul tipărit

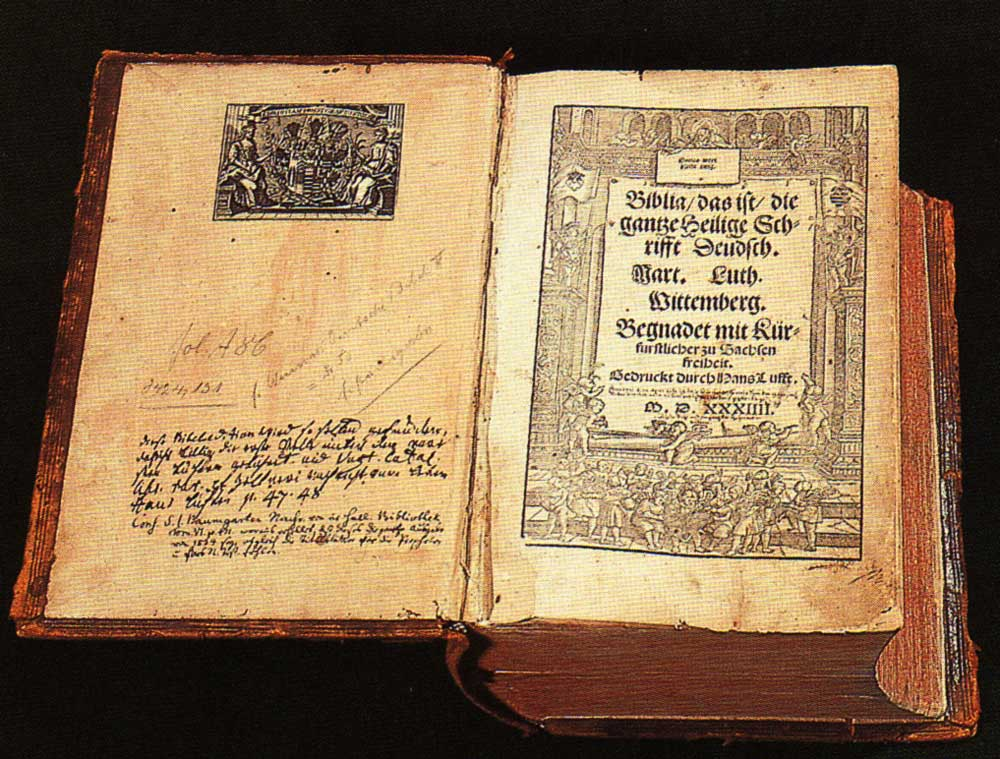
Biblia lui Martin Luther (1534) a fost publicată în germană pentru ca orice creștin vorbitor de germană să poată înțelege cuvântul lui Dumnezeu.

Dezvoltarea condițiilor propice apariției ideii de apartenență națională este direct dependentă de anumite schimbări tehnologice (de la invenția tiparului la jumătatea secolului al XV-lea, care a facilitat comunicarea în rândul populației bogate și instruite, la implementarea sistemului de transport pe cale ferată în prima jumătate a secolului XIX) și de anumite schimbări socio-culturale (cum ar fi școlarizarea maselor care, în unele comunități protestante, a început în a doua jumătate a secolului al XVIII-lea - astfel încât, de exemplu, spre sfârșitul secolului, comunitățile puritane din Virginia și Massachusetts erau alfabetizate în proporție de aproximativ 95% - și care a cunoscut un prim avans substanțial în a doua jumătate a secolului al XIX-lea, când s-a introdus școlarizarea obligatorie în majoritatea țărilor occidentale). Astfel, în mediile elitei burgheze din Europa, apariția ideii de apartenență la o comunitate mai mare decât aceea familială sau decât aceea locală a avut loc începând cu secolele XVI-XVII, în urma ideilor induse de Reforma Protestantă.
Influența Reformei Protestante a fost fundamentală deoarece printre tezele de bază ale acestei confesiuni se numără anumite precepte care au schimbat pentru totdeauna societatea europeană și au provocat nașterea societății civile. Unul dintre aceste precepte consta în obligația credincioșilor de a lua contact direct cu cuvântul lui Dumnezeu. Acest precept a avut consecințe importante deoarece a dus la traducerea Bibliei din limbile liturgice (latină, greacă și slavonă) în limbile vorbite de mase (adică în germană, cehă, poloneză, franceză, maghiară etc.; în acest context a apărut și Catehismul Luteran, prima carte tipărită în limba română). Pe de altă parte, același precept a dus la apariția dorinței indivizilor de a învăța să citească pentru a putea avea acces la cuvântul lui Dumnezeu. O altă particularitate a protestantismului a fost faptul că credincioșii erau încurajați să se apropie de Dumnezeu și să-l cunoască cercetându-i lucrarea, adică lumea, fapt ce a dus la apariția științelor empirice. În fine, un alt precept al protestantismului care a schimbat fundamental existența socială este cel referitor la responsabilitatea individuală: potrivit credinței protestante, individul este singurul responsabil în fața divinității pentru acțiunile sale și pentru felul în care își pregătește viața de apoi (deci rugăciunile celorlalți, ceremoniile religioase oficiate de preoți etc. nu îi mai sunt de folos). Or această responsabilitate individuală pe care omul a învățat să și-o asume pe plan religios a alunecat și în plan social: în timp, individul a învățat să fie responsabil pentru acțiunile sale și față de ceilalți oameni.
Istoricul Eric Hobsbawm evocă dificultățile de a cunoaște „sentimentele analfabeților care formau majoritatea zdrobitoare a populației mondiale înainte de secolul XX”, subliniind că nu dispunem de informații decât în privința segmentului instruit al populației și că este incorect să generalizăm de la elită la mase sau să confundăm naționalismul cu un „naționalism aristocratic”. Cu toate acestea, istoricul britanic examinează sentimentele de apartenență colectivă anterioare secolului XIX care pot fi asemănate cu sentimentul național sau cu conștiința națională. După ce a dat la o parte criteriile etnice, lingvistice și religioase ca fiind puțin pertinente, Hobsbawm evocă existența la anumite populații a unei „conștiințe de a aparține sau de a fi aparținut la o entitate politică durabilă” (un „proto-naționalism”) și subliniază că atunci „când există, sau când pare a exista, continuitatea dintre proto-naționalism și naționalism [...] poate foarte bine să fie o iluzie”.
Prin urmare, apariția sentimentelor naționale a avut loc gradual, manifestându-se mai întâi în rândurile burgheziei intelectuale (și / sau comerciante) care, mai întâi prin intermediul cărților ei, apoi datorită ziarelor publicate în tiraje tot mai mari, a început să aibă conștiința faptului că reperele, preocupările și valorile ei sunt împărtășite de un număr important de persoane, ceea ce făcea posibilă existența unei largi comunități.

### Dezvoltarea naționalismului

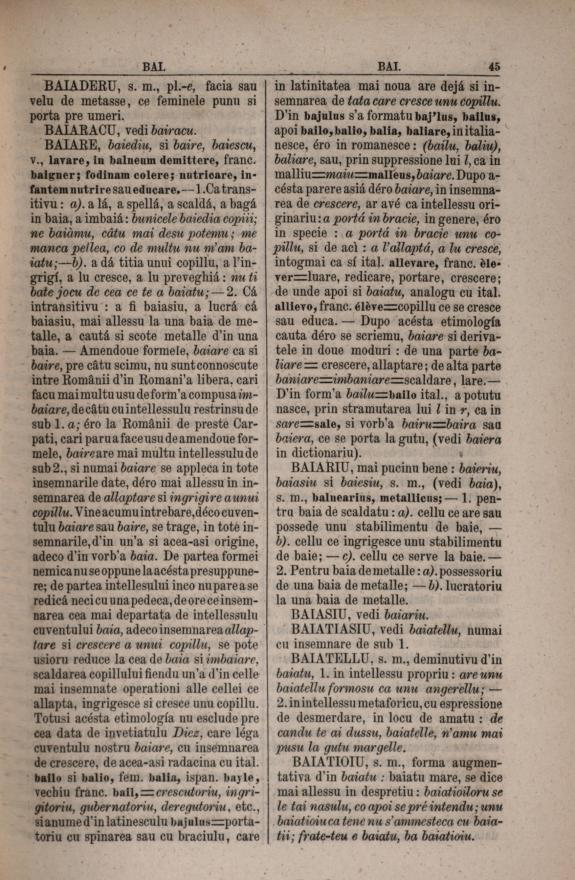
Identitatea națională este creată prin standardizarea și prin „purificarea limbii de elementele străine”. Aici, o pagină dintr-o carte care duce „purificarea” la extrem: Dictionarul limbei romane a lui August Treboniu Laurian (1871-1875).

În secolul XIX, concomitent cu avansul pieței publicațiilor (cărți și ziare) pe fondul lărgirii numărului de indivizi burghezi dornici de a se informa, în Europa (în special în spațiile de limbă germană) s-a dezvoltat o ramură a filologiei cunoscută azi sub numele de lingvistică comparată. Noile descoperiri din acest domeniu, coroborate cu anumite idei ale filozofiei romantice, au avut ca efect faptul că limbile au primit o conotație politică: limba folosită în administrație este luată drept limbă de Stat, în vreme ce numeroși tineri instruiți încep a-și impune limbile lor vernaculare ca limbi literare  - astfel sunt tipărite primele gramatici și primele dicționare ale unor limbi cu o istorie culturală mai mult sau mai puțin firavă (Elementa linguae daco-romanae sive valachicae în 1780, prima gramatică rusă în 1802, cehă în 1809, ucraineană în 1819, norvegiană în 1848, afrikaans în 1870, renașterea arabei clasice are loc pe la 1875, etc.; aproape concomitent sunt tipărite și primele dicționare: primul dicționar al limbii române ar fi trebuit să apară în 1806, iar Lexiconul de la Buda este publicat în 1825). Adesea literații și-au unit eforturile pentru a construi o limbă presupus „pură”, obținută fie prin „curățirea” unui dialect, fie elaborată pe calea compromisului din mai multe graiuri mai mult sau mai puțin răspândite într-un anumit teritoriu. Toată această muncă de creație era justificată prin „moștenirea strămoșească” și prin „educarea noilor generații” ce ar fi permis generalizarea folosirii acestor limbi mai mult sau mai puțin noi. În acest context a avut loc italianizarea limbii române (prin efortul unor oameni precum Ion Heliade-Rădulescu), latinizarea ei (grație muncii unor oameni ca August Treboniu Laurian) sau înlocuirea turcismelor și a grecismelor cu neologisme luate din franceză (efect al faptului că majoritatea intelectualilor români de la est și de la sud de Carpați din cea de-a doua jumătate a secolului XIX și-au făcut studiile în Franța).
Începând cu cea de-a doua jumătate a secolului XIX, dezvoltarea naționalismului în Europa nu s-a mai produs doar ca urmare a eforturilor unor indivizi sau a unor grupuri de indivizi, ci s-a făcut ca urmare a unor strategii politice implementate de stat. Implicarea activă a statului în dezvoltarea sentimentelor naționale s-a produs atât în noile republici care își datorau înființarea și ființarea existenței unor sentimente naționale mai mult sau mai puțin răspândite în masele populare (cum este cazul Statelor Unite sau al Franței după 1870), cât și în cazul unor puteri imperiale care, prin dezvoltarea unor sentimente naționale, doreau să își asigure propria perenitate (este cazul politicii de dezvoltare a unui naționalism de stat în Imperiul Austro-Ungar prin maghiarizare și germanizare, rusificarea în Rusia Romanovilor sau, începând cu 1868, dezvoltarea la inițiativa puterii de stat a sentimentelor naționale în Japonia Erei Meiji). Unele tentative de a folosi naționalismul pentru a păstra existența unui stat pot părea machiavelice și au fost uneori pe cât de brutale, pe atât de lipsite de perspective de viitor (cum este cazul rusificarii). Adesea aceste tentative de implementare a unor sentimente naționale semănau cu politicile coloniale duse în Africa și în Asia în cea de-a doua jumătate a secolului al XIX-lea și în prima jumătate a secolului XX.

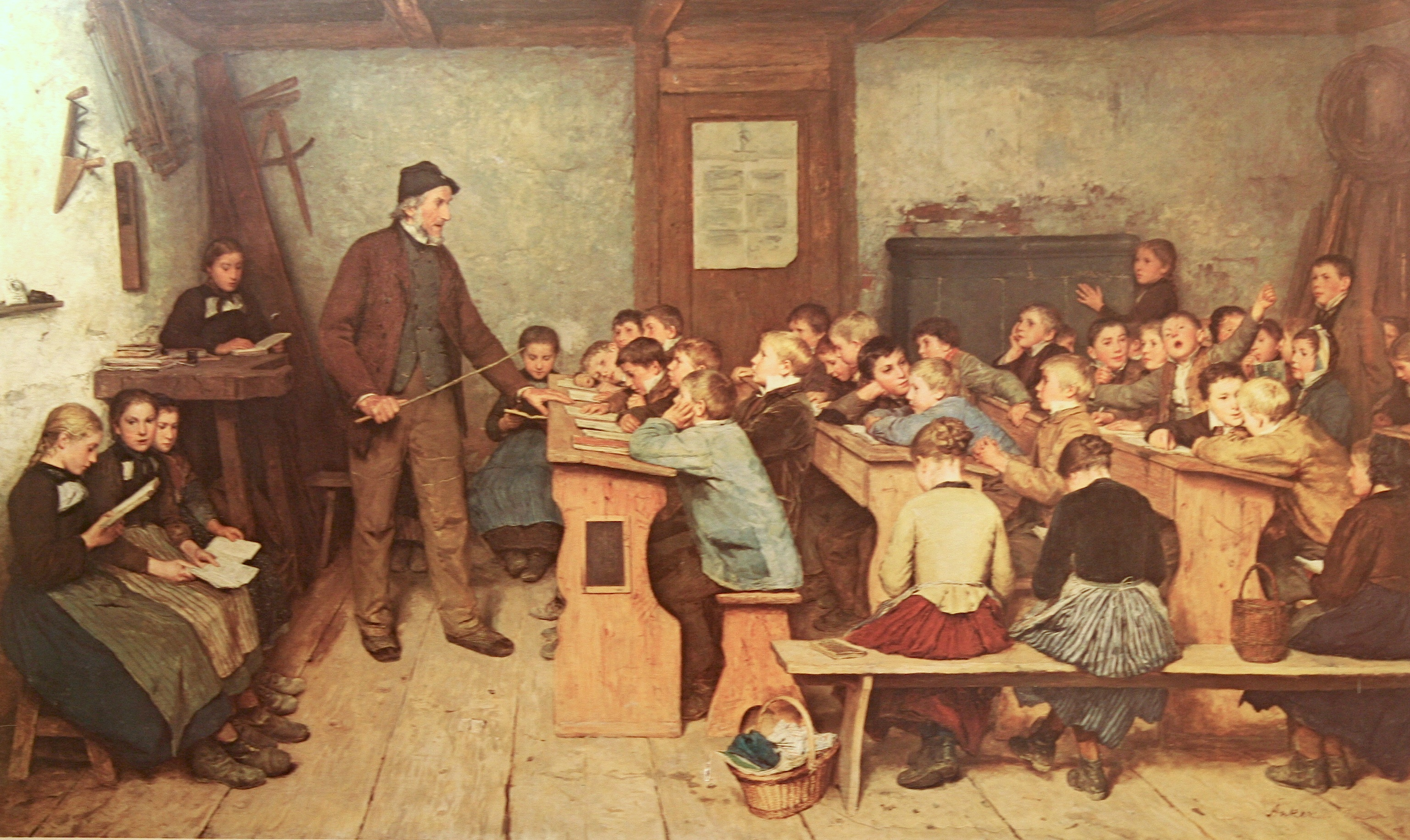
Datorită adoptării unui sistem educațional unitar, un număr cât mai mare de catățeni ai unui stat a avut acces la un același corpus de informații, ceea ce a dus la formarea unei culturi comune și unitare. O clasă într-o școală sătească din Elveția în 1848 (pictură de Albert Anker, 1896).

Strategiile statale de implementare și de cultivare a sentimentelor naționale au implicat acțiuni (și au fost reflectate) atât la nivel cultural, cât și la nivel politic. La nivel cultural, acțiunea statului nu a presupus prezervarea unor cutume și tradiții moștenite de la formele de organizare socio-politică anterioare, ci s-a tradus prin inventarea unor liante sociale noi, cum ar fi standardizarea lingvistică (ce a provocat nu doar căderea în desuetudine a dialectelor și a graiurilor, ci și fixarea unor limite arbitrare între dialecte, limite care în unele cazuri s-au soldat cu apariția unor „limbi naționale”), impunerea unor sisteme educaționale unitare (ceea ce a permis uniformizarea și controlarea informației comune indivizilor dintr-o societate), instituirea muzeelor ca mijloace de creare și de transmitere a unor reprezentări comune și introducerea presei naționale (și, mai târziu, a celorlalte medii de informație pe întreg cuprinsul statului). Toate aceste acțiuni ale statului, coroborate cu un proces de inventare a trecutului în care centrală era ideea (facil receptabilă la nivel emoțional) de unitate etnică și lingvistică originală, au avut ca efect apariția în rândul maselor a unui sentiment de putere simbolică și de unitate fundamentală și neîntreruptă în timp. La nivel politic, atât controlul statului asupra granițelor (ideea necesității de delimitare clară a frontierelor a apărut abia cu ocazia Păcii Westfalice iar în Europa granițele au început să fie clar delimitate abia în cursul secolului al XIX-lea  ·  ) cât și intensificarea controlului asupra mediului intern prin intermediul administrației (control exercitat la multiple niveluri: economic, juridic, demografic etc.) au produs și consolidat ideea de societate bine delimitată, unică și unită, întărind totodată ideea că legitimitatea politică a existenței statului este dată de oameni, nu de Dumnezeu (puterea monarhului avea un caracter sacru, iar alegerea monarhului și menținerea puterii dinastice erau expresia voinței divine).

### Națiune, societate, stat și naționalism
Oamenii au trăit dintotdeauna în grupuri a căror mărime, compoziție și structură a fost extrem de variată: de la familie la triburi sau la alte forme de asociere pe baza unor legături de rudenie, până la sate, orașe, regate și imperii. Grupurile includ sub-grupuri formate pe bază de credințe comune, afinități, religie, cultură, preocupări și ocupații, națiuni astfel încât, în ultimă instanță, cel mai mare grup este umanitatea în ansamblul ei. În majoritatea cazurilor, înțelegerea de sine a indivizilor care formează aceste tipuri de grupuri este esențială pentru închegarea și existența grupului. Astfel, un regat, o castă, o breaslă sau o religie sunt în același timp asociații / organizații „obiective” de persoane și modalități „subiective” de interacțiune, de manifestare a apartenenței individului la o formă de organizare socială și de înțelegere individuală a existenței în comun. Același lucru poate fi spus despre națiune: națiunile nu ar putea exista fără această componentă subiectivă a înțelegerii raporturilor individului cu ceilalți.
Ideea de națiune ajută atât la înțelegerea locului pe care individul îl ocupă în lume, cât și la înțelegerea locului ocupat de ceilalți indivizi. De aici derivă funcția de bază a ideii de națiune: împărțirea umanității în două mari categorii - „cei din exterior” (care sunt altceva și greu de înțeles sau de neînțeles) și „cei din interior” (care sunt asemenea, cu care individul se solidarizează mai ușor și cu care individul se poate identifica - toate aceste elemente duc la crearea unei identități de grup). Însă ideea de națiune nu este folosită doar pentru a categorisi și a conceptualiza grupurile sociale, ci și pentru a susține că identitatea națională (o formă de identitate de grup) este de o importanță capitală, adesea loialitatea față de națiune fiind văzută ca valoare fundamentală. Astfel, ideea de națiune este în același timp favorabilă apariției unor forme de agregare socială și o cale de a impune norme individului (în unele cazuri, individului i se pretinde sau chiar i se impune sacrificiul suprem în numele ideii de națiune). Însă ideea de națiune ca agent normativ se răsfrânge în afara limitelor existenței individuale și vizează existența în comun: un element central al discursului naționalist este necesitatea existenței unei structuri politice corespunzătoare unei națiuni. De altfel, în special în a doua jumătate a secolului XX, națiunea (înțeleasă ca existență socială unitară și continuă chiar în absența unei forme de organizare politică) a constituit fundamentul legitimității statale. Nucleul central al doctrinei naționaliste este lipsit de complexitate și de complicații: umanitatea se împarte în mod natural în națiuni, națiunile pot fi cunoscute și deosebite datorită unor caracteristici identificabile în mod empiric, iar singura formă de guvernământ legitimă este statul național.

Statele sud-americane de limbă spaniolă.

Limitele națiunilor sunt uneori mai puțin clare și mult mai permeabile decât recunosc naționaliștii, drept care discursul naționalist pretinde îndeplinirea mai multor criterii pentru a categorisi o națiune de „adevărată”. Astfel, membrii unei națiuni „adevărate” trebuie să aibă în mod ideal un teritoriu comun și distinct, o limbă și o cultură națională comună și distinctă, precum și un stat suveran. Însă definirea unei națiuni în baza acestor pretenții este foarte dificilă deoarece în realitate există excepții la fiecare dintre aceste criterii. Astfel, există atât națiuni ai căror membri vorbesc mai multe limbi (Elveția, Luxemburg, Finlanda) cât și limbi vorbite de mai multe națiuni (engleză, spaniolă, portugheză). Apoi, deși discursul naționalist susține existența unei descendențe clare și comune (văzută adesea ca o legătură de rudenie) tuturor membrilor unei națiuni, acest lucru nu este definitoriu națiunilor care, în genere, sunt prea mari și au un prea înalt grad de diversitate internă pentru a lăsa loc ideii de origine comună a tuturor membrilor. De altfel, nici în rândul specialiștilor și nici în rândul naționaliștilor nu există consens asupra definirii termenilor de națiune, naționalitate și naționalism. Asta face ca ideologia naționalistă să fie o construcție discursivă, un fel de a vorbi care pe de o parte ne modelează felul de a gândi (pe noi înșine și pe ceilalți), iar pe de altă parte generează o suită de întrebări și de probleme fundamentale, cum ar fi aceea a înțelegerii societății, respectiv a raportării la societate. Or problema raportării la societate este cu atât mai spinoasă cu cât, în optica naționalistă, societățile sunt corpuri solid închegate, fără fisuri, entități cu identități, culturi și cu instituții distincte. În a doua jumătate a secolului XX, specialiști de talia lui Pierre Bourdieu, a lui Charles Tilly sau a lui Rogers Brubaker au indicat în repetate rânduri că în lumea reală raporturile sociale și identitățile naționale sunt cu mult mai laxe și mai obscure decât pretinde ideologia naționalistă. Cu toate acestea, în virtutea faptului că problematica națională este o parte esențială a felului în care oamenii au vorbit, gândit și acționat în ultima sută de ani, opinia publică tinde în general înspre o viziune a societății potrivit căreia identitățile colective ar fi clare și imuabile.
Naționalismul s-a dezvoltat concomitent cu statul modern și a fost un element de bază al unui nou fel de a afirma legitimitatea politică a statului. Statele nou apărute în cursul secolului al XIX și la începutul secolului XX erau caracterizate în general de fragilitate atât pe planul politicii externe (vezi războaiele frecvente, purtate adesea în numele unor idei sau a unor revendicări tipice formelor de organizare statală anterioare revoluției franceze), cât și pe cel al situației interne (vezi multiplele revoluții și acerba luptă pentru putere între varii fracțiuni). În acest context, statele s-au grăbit să faciliteze integrarea socială a indivizilor construind căi de transport rutiere și feroviare, practicând mobilizarea militară (care, în condițiile în care masele țărănești aveau o mobilitate teritorială redusă, pentru mulți indivizi reprezenta unica ocazie de a cunoaște lumea), sponsorizând educația și dându-i un caracter obligatoriu și standardizând limba  ·  . Legăturile interpersonale mai strânse (facilitate de căi de transport, comunicare scrisă etc.) și o putere mai mare de identificare a indivizilor cu o limbă, cu anumite comportamente, lucruri, grupuri sociale sau valori duc la o mai bună organizare a indivizilor în grup(uri) și la posibilități crescute de mobilizare. În același timp, statele au fost modelate de schimbările culturale antrenate de integrarea socială a indivizilor. Mai precis, a apărut și s-a încetățenit ideea potrivit căreia statul trebuie să-și guverneze și să-și servească „poporul”. De la această ideea s-a alunecat ușor la ideea conform căreia legitimitatea statului depinde de calitatea serviciilor pe care acesta le oferă oamenilor și de recunoașterea pe care o dobândește în ochii lor. Noua situație a ridicat o întrebare crucială: cine este poporul? Ținând cont de noile condiții de viață (alfabetizarea, accesul crescut la schimbul de informații, noile posibilități de deplasare în spațiu etc.), nu se mai putea afirma că „poporul” este format din acei indivizi care s-au născut pe domeniul unui monarh sau care au fost cuceriți într-un război. În acest context s-a impus cu ușurință ideea de națiune potrivit căreia „poporul” unei „țări” este un grup unitar cu interese comune și cu voința și puterea de a acționa întru atingerea unor scopuri comune. Astfel, ideea de națiune s-a hrănit din ea însăși ducând la crearea propriei sale istorii (mitologice), a unei identități comune și colective și a unui actor colectiv: „poporul” care își impune voința.

## Considerații teoretice privind naționalismul
La sfârșitul secolului XX, cercetătorii naționalismului se împart în două curente principale, fiecare dintre aceste curente fiind tributar unei anumite școli de gândire și unei anumite tradiții culturale. Pe de o parte îi avem pe primordialiști care consideră că națiunea este o realitate dată, o entitate clar definibilă, aflată în prelungirea unei existențe etnice prepolitice, formată prin acțiunea unor legi naturale, având calități inerente, o existență continuă și o moștenire culturală transmisă din generație în generație. Pe de altă parte îi avem pe construcționiști care, pornind de la premisa că orice formă de societate este un construct, consideră că națiunea este o abstracție, o legitimare ideală a unor argumente politice, un construct ideatic transmisibil tuturor indivizilor din grup pe cale emoțională. Atât primordialiștii cât și construcționiștii recunosc variațiile de intensitate și de formă a sentimentelor naționale cât și variațiile de potențial ale unor mișcări naționaliste în medii culturale diferite, în culturi diferite și în perioade istorice diferite.
Variația în intensitate și în formă a sentimentului național de la o națiune la alta este datorată atât unor atribute diferențiatorii și a unor factori fizici (cum ar fi distanța geografică dintre două mișcări naționaliste sau dintre două națiuni), cât și unor elemente proprii structurii sociale. În ce privește elementele structurii sociale responsabile de variații ale sentimentului național, Hechter atrage atenția asupra instituționalizării diferențelor etnice la nivel juridic în special în domeniul proprietății și al drepturilor civice (cum a fost în Africa de Sud), dar și asupra diferențelor de statut și de poziție inerente diviziunii muncii, diferențe care determină ansamblul experiențelor sociale și al aspirațiilor materiale ale individului. La rândul lui, Deutsch consideră că factorul comunicațional are un rol major în modelarea sentimentului național și a formelor naționalismului deoarece apartenența la un grup social (societate, „națiune”) este un aspect complementar al comunicării sociale care constă în abilitatea indivizilor de a comunica mai eficient despre unui număr mai mare de subiecte cu membrii unui anumit grup (societate, „națiune”) decât cu indivizi exteriori grupului. Asta cu atât mai mult cu cât comunicarea nu depinde doar de o limbă comună și de informații / elemente culturale comune, ci depinde în mod direct de mijloacele exterioare disponibile și de condițiile de viață ale indivizilor: rețeaua relațiilor sociale, drumuri, mijloace de transport, mijloace tehnologice de comunicare în masă (de la tipar la internet) etc.

### Două viziuni: primordialism și construcționism

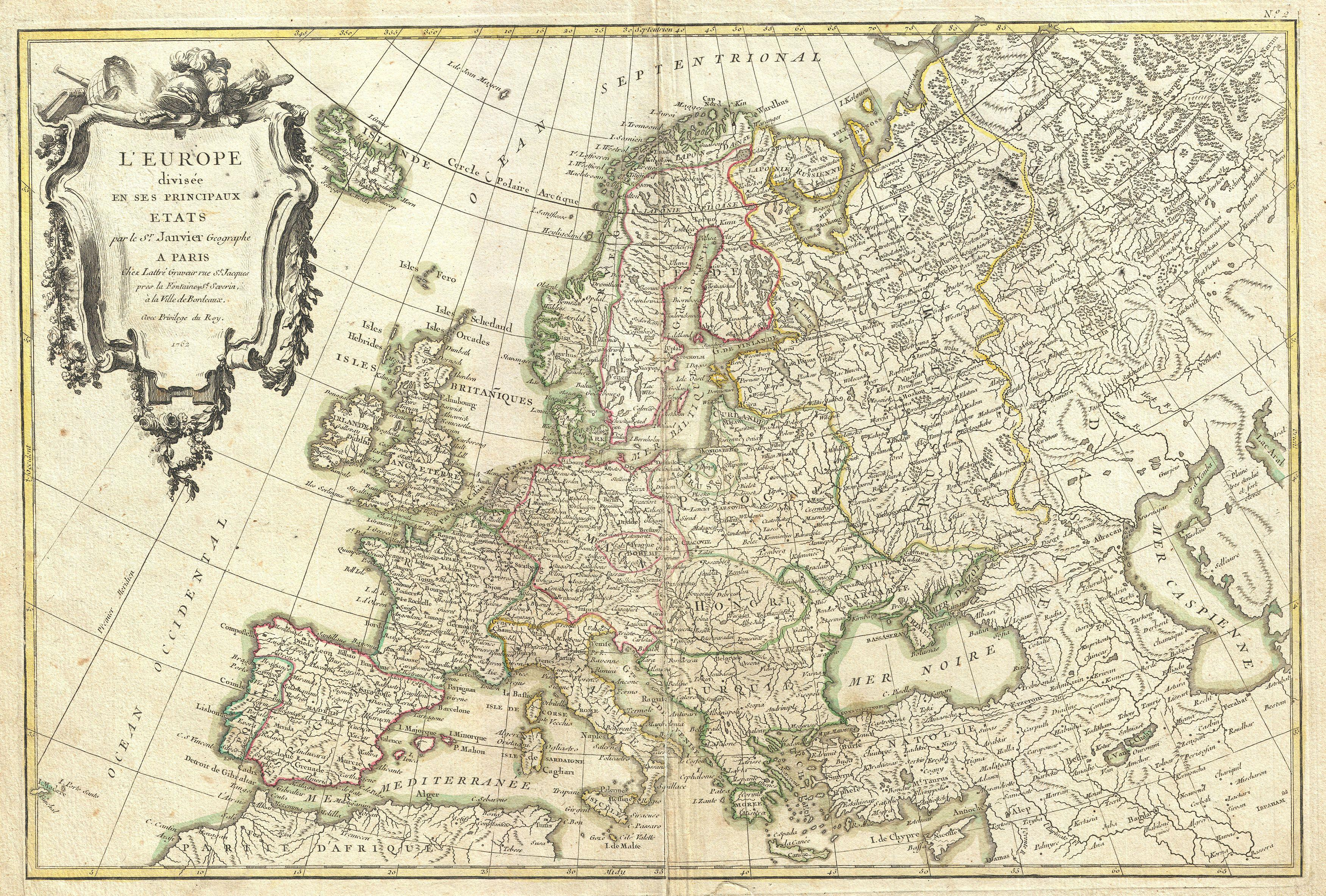
O hartă a Europei de secol XVIII făcută în 1762, înainte de apariția ideologiei naționaliste: „statele principale” în viziunea geografului Janvier. La 1762, în Europa existau în jur de 300 de state.

Cauzele variațiilor sentimentului național de la o națiune la alta sunt de găsit pe de o parte în particularitățile istorice, politice și sociale ale apariției și dezvoltării naționalismului în sânul variilor populații; pe de altă parte, respectivele cauze sunt strâns dependente de schimbarea socială. Pe lângă aflarea cauzelor și a naturii variațiilor de intensitate și de formă a sentimentului național, este esențială căutarea unor răspunsuri la întrebările care îl vizează pe individ. De ce este dispus individul să facă eforturi și să contribuie cu diverse resurse (prestarea unor servicii, sprijin financiar etc.) la mișcările naționaliste?
Analizând fenomenul naționalist în perspectivă macro și privindu-l ca pe un fapt istoric stabilit și aflat la distanță, primordialiștii consideră că indivizii se implică pentru a-și păstra integritatea culturală, tradițiile și stilul de viață, pentru a-și menține legăturile sociale și solidaritatea de grup și pentru a întări credința într-o comunitate a lor, credință care le dă un sentiment de siguranță și de mândrie. Toate acestea sunt valori în sine, asociate ideii de comunitate înțeleasă în sens etnic și având un puternic impact la nivel politic. Or particularitatea naționalismului luat în sens etnic constă în faptul că asociază unui construct politic (statul suveran) o seamă de valori apolitice. Ba mai mult, în optica naționalismului etnic, identitatea politică și obligațiile politice ale unui stat își au originea într-o unitate colectivă prepolitică, în națiune.

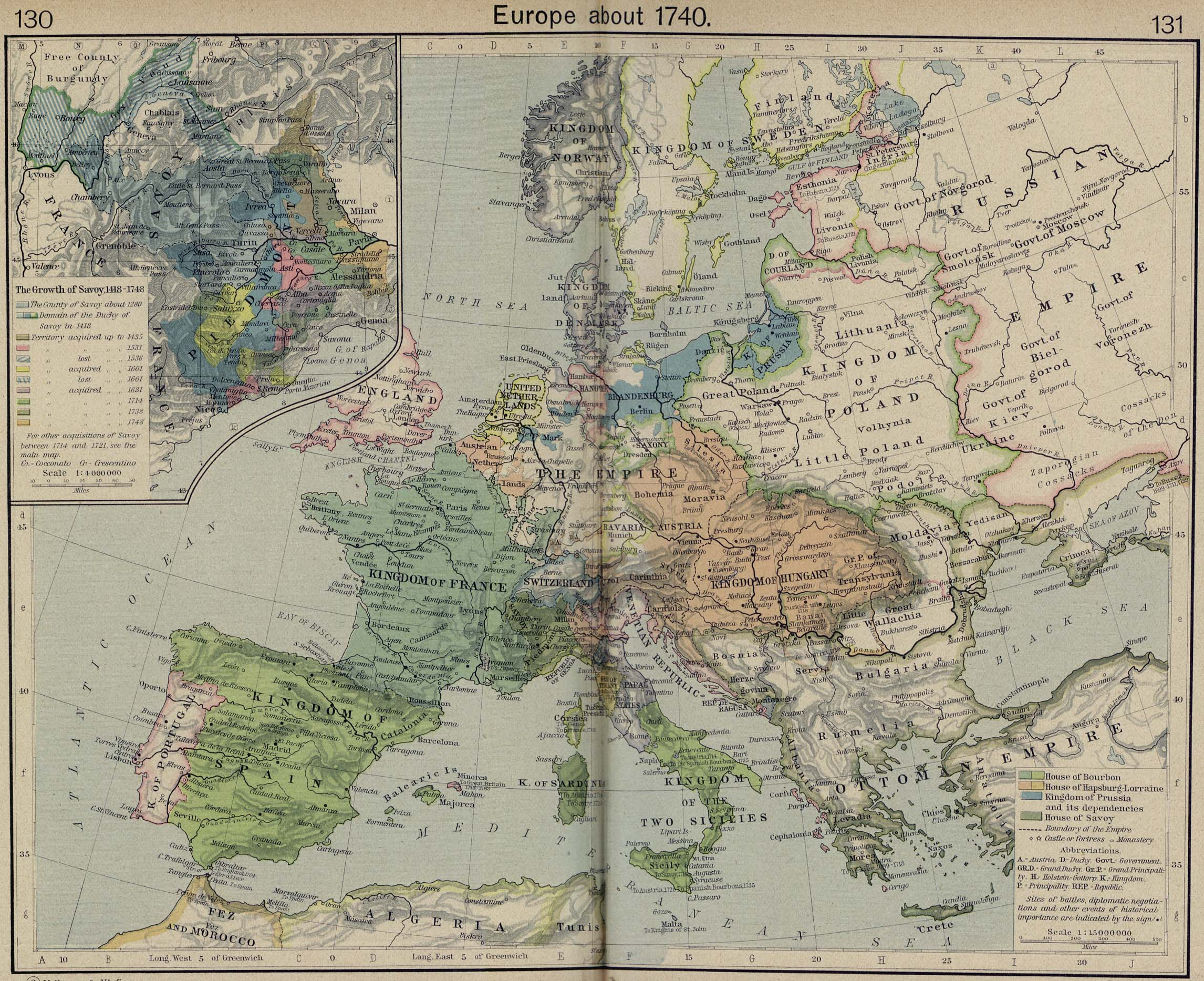
O hartă a Europei de secol XVIII făcută în 1926, după apariția ideologiei naționaliste (The Historical Atlas al lui William R. Shepherd).

Relaționarea identității politice cu identitatea națională (înțeleasă în sens etnocentric) face ca legitimitatea statului să fie judecată prin raportare la urmărirea intereselor unei națiuni, interese care se reduc în esență la stabilirea și întărirea unor legături etnice între membrii națiunii. Aceste legături etnice sunt văzute ca scopuri în sine, determinate de forțe care transcend orice interes material. Prin urmare, ceea ce ține națiunea împreună este un liant de ordin psihologic care, în subconștientul membrilor națiunii, dă unitate comunității etnice diferențiindu-i în mod fundamental pe indivizii care o formează de toți ceilalți indivizi. În accepția primordialistă, legăturile care fac posibilă existența națiunii se dezvoltă din contiguitatea imediată și din relațiile de sânge, dar originea lor nu este limitată la aceste două domenii fertile, ci e de găsit și în zone mai îndepărtate de individ, cum ar fi religia în care individul s-a născut, limba sau chiar dialectul vorbit de comunitatea în care s-a născut individul, practicile sociale specifice respectivei comunități etc. Așadar, identitatea națională este înțeleasă și ca rezultat al unui proces de apropriere și de interiorizare a unei moșteniri etnice.

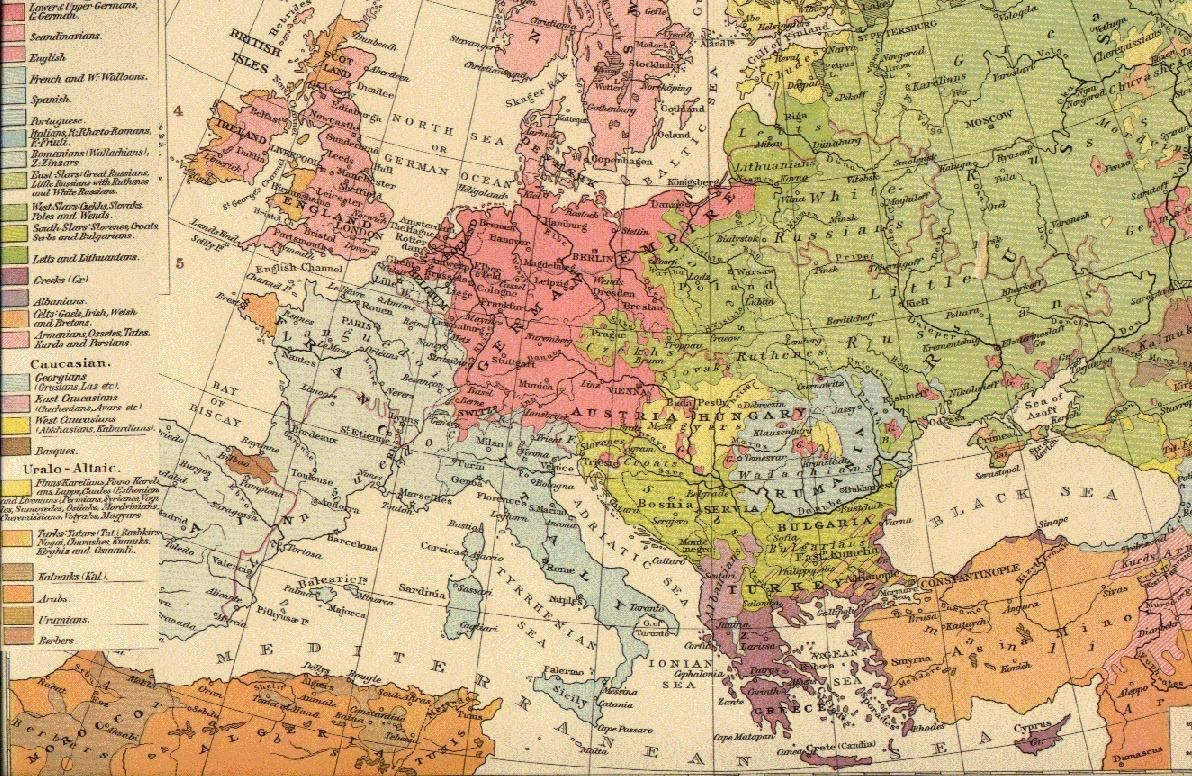
O hartă a grupurilor etnice europene în The Times Atlas, 1896. În epocă, ideologia naționalistă era în plină efervescență și începea să se pună problema necesității existenței statelor naționale.

Construcționiștii abordează problema naționalismului în perspectivă micro, acordând atenție caracterului procesual al mișcării și analizând mecanismele sociale ale producerii fenomenului naționalist. În această lumină, raportarea și / sau aderarea individului la mișcările naționaliste se explică în parte printr-o reacție emoțională și prin mimetism social, dar și prin alegeri raționale și urmărirea unor interese. Or interesele, alegerile și reacțiile emoționale ale individului nu sunt determinate de apartenența lui etnică sau de apartenența etnică a celor cu care individul intră în contact. La nivelul vieții de zi cu zi, individul nu stabilește raporturi cu ceilalți în funcție de apartenența lor etnică, ci în funcție de interesul său personal. Prin intermediul acestor contacte personale și prin intermediul mijloacelor de informare în masă, individul cunoaște noi elemente culturale (valori, interpretări, feluri de a face, obiceiuri comportamentale, alimentare etc.) pe care le alege sau le respinge, însă individul nu alege doar particularitățile culturale ale indivizilor din propriul său grup etnic. Făcând o selecție voluntară din totalitatea de lucruri, comportamente, valori etc. de care are cunoștință, individul își formează propriul lui stil de viață, și propriul habitus. Manifestarea voinței individuale la nivelul vieții cotidiene (individul alege ce limbă să vorbească, ce să mănânce, cum să se îmbrace, cum să gesticuleze, să umble sau să danseze etc.) determină configurația vieții în comun: deoarece individul își creează viața, societatea în ansamblul ei este în continuă și inevitabilă schimbarea iar diferențele dintre grupuri de indivizi apar în urma alegerilor făcute de fiecare dintre indivizii care formează grupul.

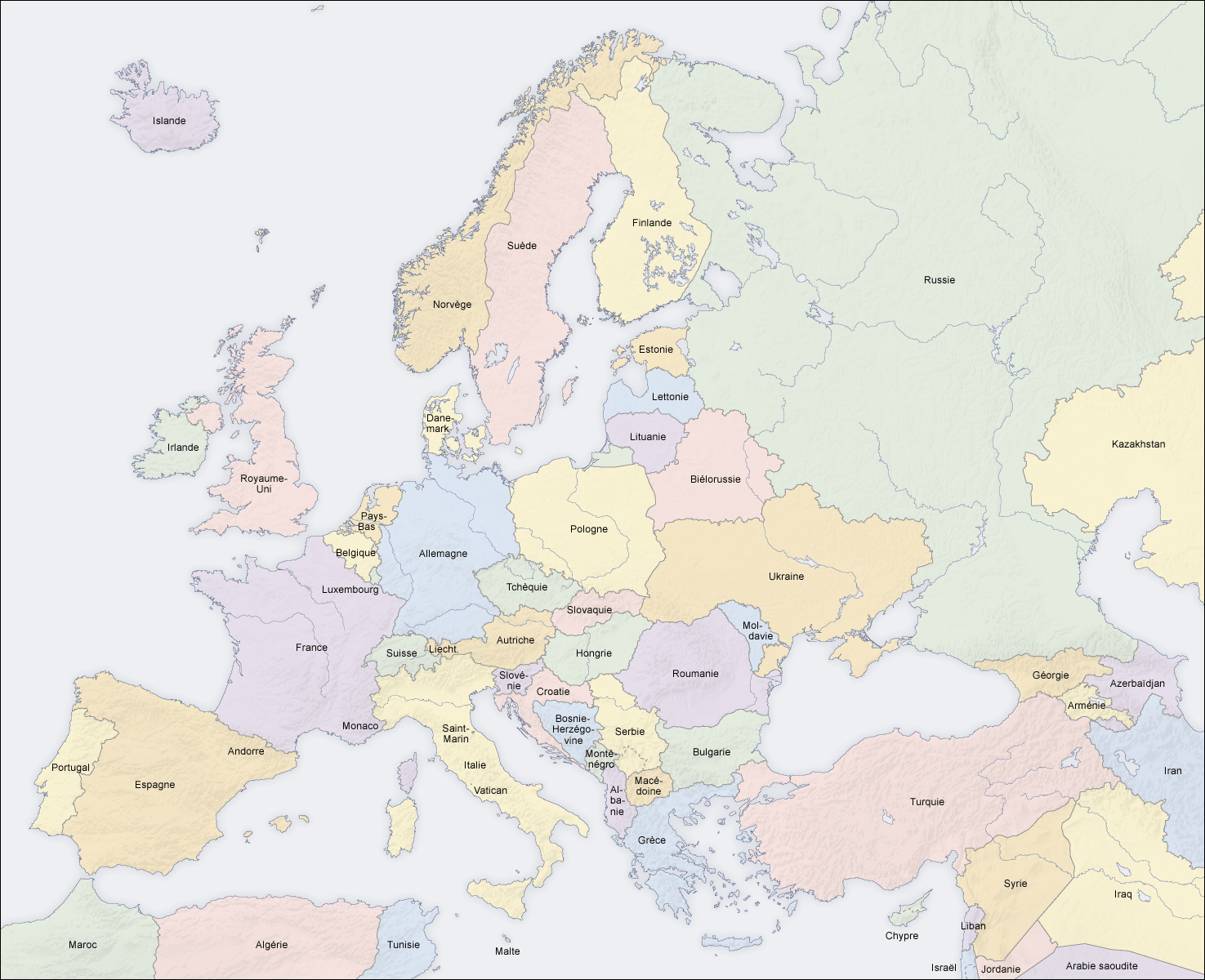
Statele Europei după două secole de ideologie naționalistă.

Astfel, limitele culturii nu se suprapun limitelor națiunii așa cum nu se suprapun nici măcar limitelor unui grup etnic vorbitor de aceeași limbă. O aceeași cultură materială este specifică unor grupuri etnice diferite: acum un mileniu cultura materială în Ungaria panonică era posesie a unor triburi diferite maghiare venite din mediul asiatic, tot așa cum acum două milenii cultura materială din Dacia era proprie unor populații autohtone împărțite în mai multe triburi diferite așa cum astăzi alimente precum slănina și sarmalele sunt proprii mai multor etnii sau mai multor națiuni. Pe de altă parte, indivizii aparținând unei aceleiași etnii sau unei aceleiași națiuni au caracteristici culturale diferite: de exemplu, dansurile populare românești diferă în funcție de zonele cultural-istorice (românii din Transilvania au dansuri precum ponturi, feciorească sau târnăveană care fac parte din familia verbunkului dansat în mare parte din Europa Centrală, dar nu au dansuri precum sârba, care este dansată  de românii de la sud de Carpați și de comunități vorbitoare a mai multor limbi pe ambele maluri ale Dunării); un alt exemplu de diversitate culturală în cadrul aceleiași etnii datorită evoluției istorice, e constituit de apartenența religioasă a românilor - ortodocși, greco-catolici, romano-catolici, baptiști, atei etc. Ținând cont de diversitatea culturală specifică oricărei națiuni, indivizii au identități multiple, semnificația fiecărei identități variind în funcție de contextul în care este asumată, ceea ce face uneori dificilă definirea identității naționale în funcție de criterii culturale. Astfel un marocan se poate identifica cu un grup etnic din Maroc, cu magrebinii din Africa de Nord, cu vorbitorii de arabă sau cu comunitatea musulmană în ansamblul ei.
Cei mai mulți ideologi ai naționalismului și majoritatea zdrobitoare a indivizilor implicați în mișcări naționaliste situează originea etniilor lor la începuturile istoriei. Această pretenție este sprijinită de unii primordialiști care susțin că identitatea națională se bazează pe anumite tradiții culturale ancestrale, tradiții care pot fi distinse pe criterii etnice. Cu toate acestea, puțini cercetători (etnologi, antropologi, istorici etc.) se îndoiesc de faptul că tradițiile culturale se reînnoiesc mereu și sunt în continuă schimbare. Mai mult, noi tradiții apar mereu. Însă ceea ce face și mai problematică asocierea identității naționale cu tradiția culturală este inventarea mai mult sau mai puțin cinică a tradițiilor naționale de către intelectualii și creatorii unor state politice moderne cu scopul de a manipula sentimentele indivizilor și de a întări legitimitatea structurilor politice de stat. Printre alții, Hobsbawm și Ranger au analizat și prezentat diverse exemple de tradiții care trec drept elemente simbolice ale identității naționale, tradiții care, fără a reflecta etnicitatea preexistentă și continuă a grupului social în care au apărut, au fost inventate în timpuri istorice recente cu scopul de a facilita realizarea unor deziderate politice sau economice.
Tradițiile inventate sunt răspunsuri la situații noi. Având o valoare simbolică, aceste răspunsuri iau forma unor referințe la situații vechi și se impun prin repetiții ritualice. De exemplu, în 1947 Harry S. Truman a fost primul președinte al SUA care a primit de Ziua Recunoștinței (sărbătoare devenită anuală, națională și oficială în 1863 în urma unui decret al președintelui Abraham Lincoln) un curcan oferit de asociația "Poultry and Egg National Board". Evenimentul a fost mediatizat și s-a transformat în tradiție: în anii următori, diverse asociații comerciale din zona industriei cărnii de pasăre au oferit ocupantului Casei Albe un curcan de Ziua Recunoștinței. Potrivit arhivelor, imensa majoritate a curcanilor primiți până în 1987 au sfârșit pe masa prezidențială. Însă, în 1987 președintele Ronald Reagan a decis să „ierte” curcanul primit și să-l ofere unei grădini zoologice. Iertarea curcanului a fost oficializată și s-a transformat în tradiție în 1989: toți curcanii primiți ulterior de președinții SUA de Thanksgiving și-au trăit restul zilelor într-o fermă.
Nu toate tradițiile inventate în contextul naționalismului au avut de la bun început un caracter oficial, drept care nu toate aceste tradiții pot fi datate cu exactitate așa cum este datată primirea, respectiv iertarea curcanului la Casa Albă. Unele tradiții au fost inventate de indivizi sau de grupuri mici într-un cadru privat, iar invenția a ajuns publică pe o cale sau alta (datorită notorietății inventatorului, datorită unui context social favorabil etc.). Uneori tradițiile au fost inventate într-un scop tangențial accentuării unui simbol naționalist (primirea curcanului la Casa Albă nu este un element esențial al simbolului naționalist numit Thanksgiving), alteori au fost inventate tradiții cu scopul de a impune naționalismul. Astfel, în încercarea de a masca și de a legitima instituții politice noi și o ideologie fără precedent, indivizi și grupuri naționaliste au inventat continuitatea istorică a „popoarelor” uneori ficționalizând figuri sau fapte istorice puțin sau foarte puțin cunoscute (Vercingetorix, Boadicea, Arminius etc.), alteori făurindu-le întru totul (Ossian, Manuscrisele de la Dvůr Králové și de la Zelená Hora etc.). În încercarea de a asocia această  continuitate cu sentimente de unitate și de mândrie, s-au pus în seama unor personaje istorice niște planuri și niște idealuri pe care respectivele personaje ar fi putut să nu le aibă. (Nicolae Bălcescu a susținut că Mihai Viteazul a făcut prima Unire de la 1600 în dorința de a-i unifica pe români). Pentru a conferi specificitate națiunilor, s-au inventat „obiceiuri străvechi” sau „costume naționale” (kilt-ul nu este o moștenire de pe vremea lui William Wallace și a clanurilor medievale așa cum se pretinde acum în diverse filme, benzi desenate și cărți populare, vehicule ale naționalismului scoțian, ci a apărut în cursul secolului XVIII în contextul rezistenței politice la anglicizare, iar atributele de „național și tradițional” le-a primit la începutul secolului XIX în contextul mișcării romantice care a creat mândria de a fi scoțian; majoritatea variantelor regionale ale costumului „național și tradițional” norvegian bunad au fost inventate la începutul secolului XX de către scriitoarea și sufrageta Hulda Garborg, soția romancierului Arne Garborg, care s-a inspirat din mai multe costume europene de sfârșit de secol XIX). Din aceleași considerente, de-a lungul secolului XIX intelectualii croați și sârbi s-au luptat să despartă limba lor comună, sârbocroata, în două limbi distincte (croata și sârba) pe baza unor „tradiții literare” separate.
Din punct de vedere sociologic, ceea ce contează este mai puțin vechimea conținutului unei tradiții, cât eficacitatea procesului prin care anumite credințe și înțelesuri ajung să fie luate de cunoaștere imediată și să nu mai fie puse la îndoială de îndată ce sunt etichetate drept tradiții. Acest proces are mai mult de-a face cu felul în care este produsă, interpretată, asumată și trăit cultura în momentul în care este produsă / asumată / trăită decât cu istoria ca ansamblu de fapte și de fenomene din trecut. Faptul ca etnia și tradiția sunt luate drept fundamente ale identității naționale nu are legătură cu originile istorice veridice ale etniei sau ale tradiției, ci se datorează unuia dintre rolurile funcțional-simbolice ale conceptelor de etnie și de tradiție în plan social: prin aceste concepte, memoria istorică este constituită și inculcată ca 'prejudecată' (inclusiv în sensul de 'anterioară judecății' și de 'condiție constitutivă a judecății').
Având în vedere considerentele expuse mai sus referitoare la cultură și la tradiție, construcționiștii conclud că la fundamentul identității etnice nu se poate găsi o moștenire culturală. În viziunea construcționistă, identitatea etnică rezultă din diferențele obiective existente în cadrul unui grup social la nivelul distribuției resurselor economice și a autorității. Aceste diferențe nu pot exista decât ca efecte ale alegerii raționale și al urmăririi interesului propriu la nivelul relațiilor interindividuale. Se degajă două concluzii: 1. legăturile etnice nu sunt scopuri în sine (cum susțin primordialiștii), ci sunt mijloace prin care pot fi atinse anumite scopuri și 2. limitele grupurilor etnice sunt permeabile, iar individul își alege grupul etnic (astfel, o ramură a familiei Bourbon este spaniolă, Regele Mihai este „al României”, Milan Kundera este francez, Johnny Weissmüller a fost american, la nivel global există sute de milioane de familii mixte din punct de vedere etnic, aproximativ 200 de milioane de imigranți  ·   iar alte peste 700 de milioane de persoane adulte, adică 16% din populația adultă a lumii, și-ar dori să emigreze permanent, etc.).
Dacă legăturile interetnice nu sunt scopuri în sine, nici identitatea națională nu poate fi „naturală”. În acest sens, Ernest Gellner susține că naționalismul este un principiu politic potrivit căruia, într-un grup dat, unitatea politică și unitatea națională trebuie să fie congruente. Dar naționalismul nu se reduce la elementul „puternic” al principiului politic în condițiile în care nu toți indivizii cu sentimente naționale sunt interesați și / sau implicați politic. Naționalismul depinde și se manifestă și prin elemente „slabe” cum ar fi competițiile olimpice și construcțiile imaginative (reprezentarea unei comunități în muzee, reprezentarea pe care o comunitate și-o face despre sine prin recensământuri, obiceiuri de lectură etc.)  ·  . Așadar, ținând cont de complexitatea existenței în comun și de schimbările permanente antrenate de alegerile individuale, în viziunea construcționistă identitatea națională nu poate fi un dat imuabil, ci este o creație culturală (în sens antropologic) dependentă de devenirea individuală.
Potrivit lui Benedict Anderson, sentimentul național se sprijină pe faptul că națiunea este prezentată și ajunge să fie trăită ca naturală: tot ceea ce este natural (părinții, sexul, limba, culoarea pielii, locul de naștere etc.) este dezinteresat și nu ține de alegerea individului, ceea ce poate da naștere unei iubiri dezinteresate, sentiment suficient de puternic încât sa-l poată determina pe individ să-și sacrifice viața; individul este mai puțin dispus să-și dea viața pentru o asociație fondată pentru a apăra interesele membrilor ei. În opinia cercetătorului irlandez, sentimentul național este un sentiment de dragoste, fapt reflectat de toate cântecele naționaliste adoptate (nu impuse cu forța) de către diverse popoare și/sau populații.
Același Benedict Anderson atrage atenția asupra faptului că sentimentul național se sprijină pe ideea unei vibrații simultane la anumite cuvinte - aceleași cuvinte citite, pronunțate, cântate, iubite simultan de către un mare număr de persoane pe care individul nu va ajunge niciodată să le cunoască în mod direct, în particular. Astfel, această comunitate creată prin intermediul cuvintelor nu este decât produsul imaginației individului, un produs care diferă de la un individ la altul. În acest sens, națiunea este expresia simultaneității unor trăiri inspirate de anumite cuvinte și se prezintă ca o fatalitate atât pentru individ cât și pentru istorie. Prin aceste trăsături, imaginarul național se aseamănă cu imaginarul religios.

### Două accepții: naționalism etnic și naționalism civic
Cele două viziuni discutate mai sus antrenează două accepții ale naționalismului, accepții care depășesc limita discuțiilor academice și care au adepții lor în viața de zi cu zi: naționalismul etnic și naționalismul civic. De remarcat că, în planul realității sociale, între aceste două părți ale ideii de națiune există mai multe legături decât sunt gata să recunoască partizanii cei mai înfocați ai celor două poziții ideologice discutate.
Naționalismul etnic presupune că națiunea este un corp unitar, existent încă de la începuturile istoriei, iar identitatea națională se moștenește la nivel concret și / sau tangibil din generație în generație. Potrivit naționalismului civic, națiunea este un produs al acțiunii colective, iar identitatea națională se construiește prin simboluri. Construcția națiunii este simbolizată de revoluții, este realizată prin alegeri interesate și implică fondarea unor noi state în care solidaritatea națională este mai mult sau mai puțin solidă. Ideea de alegere aflată la fundamentele construcției unei națiuni nu se referă strict la nivelul individual al realizării alegerii, ci și la nivelul colectiv al determinării formei și conținutului națiunii: efortul de a controla cultura (prin informația transmisă în școală, mass-media, muzee etc.) întru a da o existență istorică prezentă și viitoare unei națiuni este un efort colectiv. În momentul în care, în cadrul Revoluției Franceze, Adunarea Națională a reformat calendarul și sistemele de măsură, se urmărea nu doar administrarea statului, ci crearea unui anumit tip de națiune (în sens de comunitate), cu o existență culturală mai modernă și mai rațională. Același scop de a crea o națiune a fost urmărit și de revoluționarii pașoptiști moldoveni și munteni nu doar prin tentativa de acaparare a puterii politice, ci și prin acțiuni „banale” precum schimbarea modei vestimentare (renunțarea la caftan și la anteriu etc.), a felului de a se distra și a culturii gastronomice (renunțarea parțială la bucătăria greco-turcă în favoarea bucătăriei ruse și occidentale), prin scrierea unei istorii de care românii să fie mândri și prin crearea unei literaturi naționale (de unde îndemnul impetuos al lui Ion Heliade-Rădulescu, membru al locotenenței domnești de la 1848: "scrieți, băieți, numai scrieți!"), etc. Astfel, de la Revoluția Franceză și în special de la revoluțiile din 1848 până în prezent, în cadrul sistemelor educaționale s-au permanentizat tensiunile pricinuite de tentativele unora de a crea o nouă cultură și de eforturile altora de a păstra un tip mai vechi de a face interpretările și de a transmite informațiile.
Aceste două părți ale ideii de națiune (naționalismul etnic și cel civic) stau la baza unei deja vechi dezbateri în privința măsurii în care o națiune (un „popor”) trebuie să fie definită etnic și a măsurii în care națiunea poate sau trebuie să fie definită civic. Dezbaterea se prelungește și asupra implicațiilor acestor două interpretări ale ideii de națiune. Preceptele naționalismului etnic, bazat pe rasă, etnie, legături de neam, limbă sau cultură comună, au fost foarte răspândite în epoca modernă. Uneori aceste precepte au depășit domeniul formării identității, cerând sau impunând membrilor națiunii să considere națiunea mai presus de alte valori, ducând la conturarea sau la întruparea ideii de dușman și provocând tentative de epurare a unor teritorii de cei definiți drept „străini”. Pe cale de consecință, naționalismul etnic este adesea asociat cu varii forme de discriminare care pot ajunge până la violență etnică sau la genocid. Pe de altă parte, solidaritatea etnică este adesea văzută ca element central al identității naționale și ca fundament al noțiunii de stat național.
În contrapondere, naționalismul civic presupune că „patriotismul constituțional” este o reflexie a identității politice a cetățeanului și se manifestă prin loialitatea individului față de un stat, nu față de o etnie. Habermas a arătat că loialitatea cetățenească este una politică în sensul în care se manifestă față de niște structuri sau acorduri instituționale, fiind în același timp detașată de orice formă de adeziune culturală prepolitică sau de orice formă de solidaritate extrapolitică. Posibilitatea ca cetățeanul să-și aleagă identitatea națională este unul dintre fundamentele ideii de naționalism civic. De aceea este foarte dificil a formula argumente întru limitarea politicilor imigraționiste în cadrul valoric al naționalismului civic fără a cădea într-un discurs tipic naționalismului etnic. În fine, construcționiștii nu pot trece cu vederea faptul că apartenența etnică, deși nu poate oferi o explicație satisfăcătoare a identității naționale, facilitează integrarea individului într-o națiune și îi oferă o bază pentru (auto)identificare.

## Implicații politice
Juan Linz observă că într-o bună parte a secolului XX s-a încercat mai degrabă construirea unor națiuni decât a unor state funcționale. Continuând reflecția lui Arnold J. Toynbee, Linz înclină totodată să creadă că scopul de a construi națiuni este greu de atins pentru statele care nu aveau caracteristicile politice ale unui stat național înainte de apariția ideologiei naționaliste. Procesul de construire a unor noi națiuni unitare în state nou apărute este cu atât mai greu de controlat iar sentimentele naționaliste sunt cu atât mai diverse și mai efervescente cu cât în respectivele state condițiile socio-economice cunosc mutații importante în perioade scurte de timp și cu cât respectivele state nu au atins un „nivel” de modernizare comparabil aceluia existent în statele occidentale, ci sunt în curs de modernizare. Or, potrivit unor cercetători ca Anthony D. Smith, sentimentele naționalismului etnic sunt declanșate, revigorate și / sau amplificate nu atât de progresul sau de declinul economic, cât de schimbarea socio-economică în sine, deoarece majoritatea schimbărilor sunt dureroase. Tensiunile și constrângerile economice asociate unor schimbări în structura și în distribuția puterii politice sunt resimțite de către indivizi la nivelul vieții cotidiene ca dureroase și dezrădăcinante, drept care indivizii caută un sentiment de echilibru și de siguranță într-o ordine simbolică a lumii, în naționalismul etnic. Recrudescența naționalismului etnic violent după cel de-al Doilea Război mondial a determinat relativ multe guverne de la sfârșitul secolului XX să încerce o schimbare a sentimentului de loialitate față de un grup etnic (sentiment deprins în Europa în a doua jumătate a sec. XIX și în restul lumii în prima jumătate a sec. XX) cu sentimente de loialitate față de valorile civice apărate și garantate de stat.
După Primul Război Mondial, atât SUA cât și URSS au sprijinit doctrina autodeterminării. Președintele Woodrow Wilson a apărat în repetate rânduri principiul „autodeterminării națiunilor” atât în timpul războiului cât și după război. Relativ în aceeași perioadă, Lenin se pronunța în același sens: în cadrul celei de-a șaptea conferințe a Partidului muncitorilor ruși din 12 mai 1917, s-a adoptat o rezoluție semnată de Lenin conform căreia toate națiunile (în sens etnic) din Rusia au libertatea de a forma state independente. Însă spiritul ideilor naționalismului etnic nu s-a păstrat în trasarea unor noi granițe și în apariția unor noi state în Europa centrală și de est la sfârșitul Primului Război Mondial: noile state (Cehoslovacia interbelică, Regatul Iugoslaviei sau România Mare) erau la fel de plurietnice ca imperiile din rămășițele cărora se formaseră. Cu toate acestea, fiecare dintre noile state impusese în mod arbitrar o identitate națională populației din interiorul granițelor, fiecare a dus o politică de asimilare forțată a grupurilor etnice minoritare și fiecare stat se pretindea oficial o națiune, fapt consacrat și de alegerea numelui Liga Națiunilor pentru organismul internațional la care au aderat.
Făcându-se în continuare echivalența între stat și națiune, după cel de-al Doilea Război Mondial, numeroase noi state au aderat la Organizația Națiunilor Unite. Aceste noi state, apărute ca urmare a destrămării imperiilor coloniale, aveau populații plurietnice și granițe stabilite arbitrar. Toate aceste noi state au început o politică de „construcție națională”, caracterizată de o veritabilă fervoare naționalistă populară însoțită de o politică activă de implementare a ideologiei naționaliste prin intermediul canalelor mediatice, a sistemului educațional, a reglementărilor administrative etc. Metodele de construcție a identității naționale erau inspirate de experiența politicilor coloniale prin care se urmărea uniformizarea prin aculturare a populațiilor autohtone. De altfel, noile state au reluat adesea clasificările, cartografiile și povestirile istorizante elaborate de sistemul colonial: în definitiv, imaginarul colonial (care era o aplicare în colonii a unor reprezentări apărute în locurile de baștină ale coloniștilor occidentali sau datorate pragmatismului colonialismului dominator) s-a păstrat și după obținerea independenței de către fiecare colonie.
În general, curentul naționalist care acaparează puterea politică are tendința de a-și apropria simbolurile anterioare și de a rescrie istoria ca pe o suită de manifestări naționale în condițiile în care, indiferent de țară și de etnie, conștiința națională nu a existat înainte de sfârșitul secolului al XVIII-lea. Făcând abstracție de câteva opere literare, înainte de sfârșitul secolului al XVIII-lea o „țară” nu putea fi gândită sau imaginată decât ca o reflexie a celor care exercitau puterea politică în respectiva „țară” (monarhi, aristocrați etc.), ca o recunoaștere (sau, dimpotrivă, ca o disputare) a legitimității monarhului care deținea puterea.
La sfârșitul secolului XX, atât SUA cât și URSS au arătat o dorință redusă de a susține principiul autodeterminării. Această tendință a devenit evidentă prin opoziția URSS la independența statelor baltice și prin folosirea forței militare pentru a păstra Cecenia în limitele Federației Ruse. Felul în care SUA și URSS s-au raportat la doctrina autodeterminării și la ideologia etno-naționalistă a fost o oglindire a intereselor strategice și economice ale celor două puteri. În corolar, fluctuațiile relațiilor dintre SUA și URSS au influențat vreme de decenii dezvoltarea la nivel global a ideologiei etno-naționaliste și concretizarea ei politică. Spre sfârșitul secolului XX, considerațiile umanitare au primit o semnificație crescândă și au influențat mai pregnant politica externă a Occidentului, în special politica externă a Statelor Unite. Astfel, Henry Kissinger observă o evoluție graduală a politicii americane de la un îndemn la respectarea codului etic în anii '70, la sancțiuni economice în anii '80 și la intervenții militare în anii '90, cum s-a întâmplat în cazul Kosovo.

### În fostele colonii
În fostele colonii, sentimentul de identitate națională este fasonat de marea diversitate a raporturilor sociale și de bulversarea unui fel anterior de înțelegere a lumii și a celorlalți. Astfel, identitatea națională este marcat de o istorie (întinsă pe mai multe generații) a distincțiilor de tratament și de drepturi între creoli (descendenți ai coloniștilor dar născuți în colonii) sau autohtoni (locuitorii băștinași ai coloniilor din America, Asia sau Africa) pe de o parte și coloniștii europeni pe de altă parte, distincții care în unele cazuri se suprapuneau pe o serie de distincții sociale anterioare colonizării (cazul castelor specific mai multor grupuri sociale din Asia și din Africa). Însă principalul element bulversant este constituit de preluarea unui model interpretativ de sorginte occidentală (naționalismul etnic) și aplicarea lui la populații cu o structură etnică cu mult mai complexă și foarte diferită de aceea occidentală.
Mișcările independentiste din fostele colonii au fost un efect al dezvoltării unui sentiment al posesiei în rândul elitelor autohtone (formate adesea din funcționari ai puterii coloniale) și al unui sentiment de unitate dat de idealurile politice comune ale acestor indivizi apropiați de cercurile puterii coloniale și familiarizați cu cultura colonizatorilor. Sentimentul de posesie și idealurile politice au fost o consecință a gestiunii coloniei, fiind influențate de faptele și de țelurile politice ale colonizatorilor. Statele Unite ale Americii constituie o însemnată excepție a acestei deveniri politice a fostelor colonii datorită unui proces de formare politico-socială care s-a întins pe durata unui secol și jumătate.
În imensa majoritate a cazurilor, influența colonizatorilor nu s-a redus doar la formarea unor indivizi care s-au aflat la originea mișcărilor naționaliste din colonii, ci au dus la formarea efectivă a unor noi state și a unor noi națiuni. În viziunea lui Benedict Anderson, sentimentele naționaliste apărute în coloniile sud-americane și, în secolul XX, în coloniile africane și asiatice aflate sub dominație străină (în general europeană) pun în lumină rolul important al decupajului administrativ anterior în configurarea națiunilor. Se observă astfel o anumită continuitate a exercițiului puterii între puterea politică anterioară apariției sentimentului național (regalitate, administrație colonială) și puterea acaparată de o națiune (noul stat național). Aceste decupaje administrative (geografice, etnice, lingvistice, economice etc.) le-au creat viitorilor naționaliști orizonturi geografice, culturale, politice naturale deoarece respectivii indivizi au trăit de la bun început cufundați în Weltanschauung-ul croit de colonizatori, în acel fel de a orândui lumea în jurul individului; de remarcat că nu toți pionierii naționalismului dintr-un anumit spațiu cultural au acceptat această moștenire. De exemplu, frontierele actualelor țări hispanofone din America de sud coincid în mare parte cu frontierele administrative trasate de coroana spaniolă, iar tentativele de unificare de genul Gran Colombia și Provincias Unidas del Río de la Plata nu au mobilizat entuziasmul maselor.
În mod similar, țări precum India și Indonezia nu sunt astăzi entități unificate decât ca urmare a decupajelor administrative a colonizatorilor lor respectivi care au creat astfel, în pofida dorinței lor, orizonturi pentru reprezentările naționale ale independentiștilor lor respectivi. De altfel, după dobândirea independenței, proaspeții naționaliști din aceste țări au intrat în raporturi de forță între ei cu scopul de a-și defini cu precizie națiunile. În ambele țări, procesul de precizare a limitelor identității naționale a implicat conflicte armate intra- și / sau inter-etnice.
Un alt exemplu este constituit de Indochina franceză: decupajul administrativ făcut de francezi și purtând numele de Indochina franceză nu ar fi putut duce la crearea unei singure țări deoarece, în ochii independentiștilor, aceasta ar fi fost slăbită de multiplele sub-decupaje făcute fie de coloniști anteriori (sub administrația franceză, regiunea Vietnamului își păstra în mare frontierele primite în timpul unui mileniu de administrare chineză), fie de acele unități administrative franceze mai ferm conturate (teritorii care astăzi corespund statelor Laos și Cambodgia; de remarcat faptul că actuala frontieră dintre Thailanda și Cambodgia nu corespunde teritoriilor ocupate de etniile Thai și Khmer, ci limitelor fostelor unități administrative franceze).

### În fostul bloc socialist
Toate statele din blocul socialist au încercat să realizeze consolidarea internă a structurii statale prin crearea unei puternice identități naționale centrate pe etnia dominantă, fuzionând ideologia comunistă cu cea naționalistă. Aceste politici au avut două consecințe, observabile în diverse grade în fiecare dintre statele care au experimentat comunismul est-european: pe de o parte au provocat apariția sau întărirea identității naționale în grupurile etnice minoritare, iar pe de altă parte au asociat sensul identității naționale xenofobiei și șovinismului.
Metodele folosite întru formarea și consolidarea unor identități naționale pe măsura idealurilor politice ale dirigenților acestor state au fost foarte variate, mergând de la manipularea cinică la forța brută sau la genocid. Pentru a dilua coterminalitatea unei anumite etnii cu un anumit teritoriu și pentru a devia mai vechi sentimente de identitate națională proprii unor comunități etnice minoritare (sau, dimpotrivă, pentru a modela apariția unor sentimente incipiente de identitate națională), unele state au recurs la redistribuirea populației prin migrații forțate sau interesate (rușii au ajuns să formeze aproximativ o treime din populația actualelor state baltice, chinezii han formează 40% din populația totală a provinciei Xinjiang și par a fi pe cale de a schimba proporțiile demografice ale Tibetului). De remarcat că mișcările etno-naționaliste incipiente din cadrul unor grupuri etnice minoritare au fost și sunt reprimate brutal (Cecenia, Xinjiang, Tibet etc.). Dacă datele referitoare la situația din China sunt foarte puține, istoria recentă a politicilor naționaliste din fosta URSS și din țările est-europene cu trecut socialist este relativ bine cunoscută.

#### Fosta Uniune Sovietică
Uniunea Sovietică a continuat și a ameliorat procesul de rusificare început de Imperiul Rus, atât la est de Urali cât și în Caucaz sau la limita vestică a teritoriului său. Prima metodă de rusificare a constat în deplasarea unor mase de oameni pentru a se obține schimbarea structurii demografice a regiunilor nou cucerite. A doua metodă de rusificare a implicat acțiuni culturale: aproximativ 90% din populația URSS a fost alfabetizată în perioada interbelică, iar alfabetizarea a fost urmată de uniformizarea unui sistem educațional în bună parte centrat pe cultura rusă (ceea ce însemna și trecerea sub tăcere a culturilor celorlalte grupuri etnice).
Rusificarea Asiei centrale a început la jumătatea secolului XIX și a continuat în valuri succesive până în anii '60 ai secolului următor. La început, în noile teritorii au fost trimiși țăranii, cărora li se dădea pământ cultivabil. În anii '20 ai secolului XX, o dată cu începuturile industrializării socialiste planificate, în Asia Centrală au fost trimiși în special muncitori (semi)calificați. Procesul de rusificare început în vremea imperiului și continuat în primele decenii ale orânduirii socialiste a provocat o schimbare drastică a structurii demografice a regiunii în aproximativ două generații. De examplu, între 1926 și 1959, proporția rușilor din Kazahstan a crescut de la 19,7% la 42,7%, iar în Kirgizstan a crescut de la 11,7% la 30,2%.
Contactul dintre civilizația rusă și civilizația Asiei Centrale a provocat în cursul secolului XX apariția unor identități naționale și etnice în sânul populațiilor din regiune. Înainte de sfârșitul secolului XIX, băștinașii erau conștienți de calitatea lor de credincioși musulmani, se identificau cu musulmanii de pretutindeni și se puteau recunoaște ca membri ai unui clan, însă nu se vedeau pe ei înșiși ca membri ai unei etnii și nu se diferențiau ca etnii. Faptul că populațiile Asiei centrale erau în genere nomade și aveau o cultură relativ omogenă făcea cu atât mai grea diferențierea pe criterii etnice. Un individ sau un grup de indivizi vorbitori ai unui anumit dialect turcic sau iranian se putea atașa unui alt clan sau unei alte structuri politice (unui alt hanat) în funcție de interese care nu țineau cont de diferențe lingvistice. Ajungând în cea de-a doua jumătate a secolului XIX să-și împartă viața de cotidiană cu comunități de ruși, acești oameni au realizat că erau altfel decât rușii; ceea ce a fost un prim pas pre profilarea unor identități colective.
Coabitând zi de zi cu rușii, iar mai târziu, după Revoluția din Octombrie, ajungând să fie alfabetizați și direct expuși la ideologia naționalistă, membrii populațiilor din Asia centrală au început să caute noi elemente definitorii care să îi deosebească pe de o parte de ruși, iar pe de altă parte de alte grupuri și clanuri băștinașe. Astfel, datorită rusificării și în semn de opoziție la rusificare, acești oameni și-au construit de-a lungul secolului XX identități colective și s-au împărțit în etnii, ceea ce a dus, în ultimă instanță, la prăbușirea URSS.  Identitățile nou construite au fost inițial un efect al faptului că băștinașii îi percepeau pe membrii comunității ruse ca fiind mai puternici și mai bogați, dar și o expresie a reacției de opoziție la impunerea de către ruși a unui anumit fel de a fi. Aceste noi identități colective au devenit identități naționale în momentul în care structurile politice locale, construite inițial de ruși și în care pătrunseseră funcționari băștinași, au început să se opună autorității Kremlinului. O dată cu eșecul putsch-ului din august 1992, republicile periferice și-au câștigat independența, iar sistemul politic comunist a fost înlocuit de sistemul naționalist.

#### Fosta Iugoslavie
În istoria recentă, războaiele iugoslave reprezintă unul dintre cele mai mediatizate cazuri de expresie violentă a identității naționale. Trebuie remarcat că aceste multiple războaie au avut cauze diferite.
Războaiele de la începutul anilor '90, în urma cărora Slovenia și Croația și-au dobândit independența, au izbucnit ca urmare a unor divergențe de opinii în guvernul federal iugoslav, divergențe inițial de natură economică ce au ajuns să fie interpretate în cheie etno-naționalistă. Foarte pe scurt, în Iugoslavia lui Tito, guvernul federal adoptase anumite politici redistributive în privința resurselor: republicile performante economic (Croația și Slovenia) susțineau dezvoltarea economică a republicilor neperformante (Bosnia și Herțegovina, Munte Negru, Serbia și Macedonia). Această tactică adoptată la nivelul guvernului federal a sfârșit prin a stârni nemulțumirea populațiilor din Croația și Slovenia care se simțeau exploatate de către populațiile celorlalte republici, beneficiare ale resurselor financiare croate și slovene. Prin urmare, diferențele de ordin economic dintre comunitățile diverselor republici au întărit sentimentele de identitate colectivă (percepută ca identitate națională), iar violențele au izbucnit deoarece neînțelegerea nu a fost rezolvată prin dialog la nivel guvernamental
Celelalte conflicte armate (din Bosnia și din Kosovo) au izbucnit ca urmare a faptului că grupuri rivale, având compoziții mai degrabă omogene din punct de vedere cultural și având mărimi comparabile, și-au exprimat pretenții asupra unor acelorași teritorii, asociate unor anumite identități colective. Conflictul a degenerat în deportări de populații și în genocid deoarece, în contextul în care sentimentul de identitate colectivă este intensificat de violență, nici unul dintre grupuri nu se arăta dispus la concesii teritoriale în condițiile în care fiecare grup percepea un anumit teritoriu ca element esențial al identității sale colective.

#### Bulgaria
Turcii din Bulgaria au fost supuși unui proces de asimilare forțată care a început la sfârșitul anilor '50 și a atins punctul culminant în iarna '84-'85, când autoritățile bulgare au deschis focul asupra demonstranților turci, ceea ce a provocat sute de morți. Procesul de asimilare forțată și de impunere a „conștiinței naționale bulgare” s-a derulat în virtutea mai multor argumente, printre care și acela potrivit căruia „așa-zișii turci” (formula aparține naționaliștilor bulgari) din Bulgaria sunt de fapt bulgari islamizați și turciți în cei 500 de ani de stăpânire turcească. În cursul acestui proces de schimbare a identității comunității turce, statul bulgar a recurs la o mare varietate de acțiuni: închiderea progresivă a ziarelor, a revistelor, a teatrelor și a instituțiilor de cultură în limba turcă, închiderea sau schimbarea funcționalității moscheilor, schimbarea toponimelor turcești cu toponime bulgare, schimbarea documentelor de identitate a 900.000 de etnici turci (10% din populația totală a țării) cu scopul de a li se bulgariza numele și de a mușamaliza în acest fel existența oficială a unei minorități etnice turce în Bulgaria ceea ce antrena ridicarea tuturor drepturilor acestei minorități etc. În fine, printr-un decret semnat de Todor Jivkov, peste 370.000 de turci au fost expulzați din Bulgaria în vara anului 1989.

#### România
Politicile naționaliste ale statului comunist român au urmat în mare parte scenariul politicilor aplicate în celelalte state din sistemul socialist-comunist. În a doua jumătate a anilor '50 ai secolului XX, integrarea diverselor grupuri etnice minoritare a devenit unul dintre principalele obiective ale guvernului. Tentativa de integrare a grupurilor etnice, religioase și politice minoritare a avut un impact major asupra strategiilor educaționale din epoca socialistă, iar acest proces de asimilare s-a prelungit și după căderea regimului comunist. Însă, deși au culminat cu evenimentele interetnice în martie 1990 la Târgu-Mureș (evenimente soldate cu 8 morți și cu aproximativ trei sute de răniți), deși au fost și conflicte xenofobice (ceea ce a provocat de-a lungul anilor '90 multiple probleme cu comunitatea romă), politicile  României comuniste au avut per ansamblu efecte mai puțin violente decât cele aplicate în statele socialiste de la sud de Dunăre.
Regimul comunist din România a cunoscut două faze: una de pendulare între internaționalism și  naționalism, care a coincis în mare cu perioada politicilor staliniste și a prezenței armatei sovietice în România, și una naționalistă, începută în 1956 și ajunsă la apogeu în anii '70-'80. Politicile naționaliste, care aveau ca scop consolidarea regimului comunist și, în ultimii ani, a formării omului nou, au implicat două seturi de măsuri: 1. măsuri dedicate etnicilor români cu scopul de a le forma un anumit tip de identitate națională greu de distins de xenofobie și 2. un proces de românizare prin care se urmărea ștergerea memoriei diversității etnice și culturale din conștiința etnicilor români și o integrare a celorlalte grupuri etnice din România. Efectele acestor măsuri sunt observabile și după căderea regimului comunist atât în ultimul deceniu al secolului XX cât și în mai mică măsură în secolul XXI. De asemenea sunt greutăți la nivelul comportamentelor cotidiene și a felului în care etnicii români se percep pe ei înșiși ca grup și percep celelalte grupuri etnice din țară  ·    ·    ·    ·    ·    ·    ·  .
Un rol important în formarea identității naționale românești l-a ocupat prezentarea uneori mitică a unor evenimente ale istoriei, care a început, ca în restul Europei, în secolul XIX, și care ajunge la apogeu în anii '70-'80 ai secolului XX, când istoria primește o dimensiune ritualică și ajunge o anexă a propagandei. În această ultimă perioadă istoria este „făurită” și trăită la modul spectacular în cadrul unor manifestări precum Festivalul Național Cântarea României. În aceeași perioadă se susține ideea conform căreia românii sunt urmașii unui popor care are în România o continuitate de două mii de ani (idee prelungită în ritualuri precum Daciada), este revigorat mitul „visului de veacuri” al românilor personificat în Mihai Viteazul, răscoala lui Horea primește  unele atribute ideologice pe care poate avea și este văzută atât ca semn al apariției conștiinței naționale a românilor la nivelul maselor cât și ca semn al apariției conștiinței lor de clasă, se induce ideea unui caracter istoric pașnic al poporului român și se reia o idee a naționalismului din prima jumătate a secolului XX potrivit căreia unele puteri și țări străine au fost frecvent responsabile pentru multe din suferințele românilor de-a lungul istoriei (ceea ce provoacă percepția că celelalte grupuri etnice din România sunt uneori neintegrați suficient, situație mai mult sau mai puțin tolerabilă), etc. Ruperea legăturilor culturale cu Occidentul în anii '70-'80 , la fel ca în tot sistemul comunist, (când cenzura a fost foarte intensă, numărul traducerilor a scăzut și puține opere, jurnale, reviste, filme etc. occidentale ajungeau în România) a facilitat această fasonare a istoriei prin care s-au influențat conștiințele și s-au format noi atitudini și comportamente colective. Redarea în stil socialist a istoriei și trăirea ei tradițională a fost acompaniată de alte măsuri care aveau ca scop ștergerea din memoria comunității române a unei istorii a conviețuirii cu alte etnii în același teritoriu. Printre aceste măsuri s-au numărat cererea de compensații financiare (școlare) pentru a permite emigrarea a peste 200.000 de sași și de șvabi (bănățeni și sătmăreni) către RFG, compensații cerute și în cazul emigrării evreilor supraviețuitori ai războiului mondial către Israel și reluarea politicilor de schimbare a toponimelor românești de origine turcă, tătară, maghiară, germană etc. din Dobrogea, Banat și Ardeal (spre comparație, în zonele în care memoria locală și familială nu a păstrat amintirea conviețuirii cu alte grupuri etnice, toponimele cu etimologii neromânești au rămas neschimbate: Târgoviște, Slobozia, Râmnic, Deveselu, Teleorman, Vaslui etc.). La mijlocul anilor '80, pe lângă toponime, au fost interzise și prenumele în limbile grupurilor etnice minoritare.
Schimbarea numelor localităților și interzicerea prenumelor în limbile etniilor minoritare nu reprezintă doar o tentativă de schimbare a memoriei românilor, ci este și un aspect al procesului de „omogenizare” a societății și de integrare forțată, de „românizare” a celorlalte grupuri etnice. Fiind foarte complex și continuând în multe privințe asimilarea forțată din perioada interbelică, procesul de integrare și românizare derulat de regimul comunist viza multiple paliere ale vieții sociale.
Începând cu sfârșitul anilor '50, politicile de integrare au infestat în primul rând domeniul educației. În timpul regimului comunist, romii, grup etnic cu o lungă istorie a discriminării în Europa, nu aveau, ca de altfel în toate țările socialiste, posibilitatea de a urma un parcurs educațional în limba maternă. Celorlalte grupuri etnice li s-a redus progresiv posibilitatea de a învăța în limba maternă prin închiderea unor școli din cauze de nerentabilitate, prin impunerea unui număr minim de candidați pentru asigurarea cursurilor în limbile minoritare, prin unificarea unor instituții de învățământ în limba română cu instituții de învățământ în limbile minoritare și prin impunerea limbii române ca unică limbă de studiu în anumite specialități universitare. Astfel, ultima școală a ceangăilor a fost închisă în 1958. Tot în 1958 au fost fuzionate școlile primare și gimnaziale în care învățământul se făcea în limba română cu cele în care se studia în limbile minoritare, iar în anul următor au fuzionat universitățile Babeș și Bolyai din Cluj, fapt ce a provocat un val de sinucideri în rândul universitarilor maghiari. Ținând cont de faptul că clasele de studiu în limbi minoritare erau înființate doar dacă se atingea un prag minim de elevi înscriși, fuzionarea școlilor a înlesnit procesul de asimilare forțată. În anii '70-'80, pentru ca învățământul în limbile minoritare să fie asigurat, era necesar ca o clasă de nivel primar să aibă minimum 25 de elevi, iar o clasă de nivel gimnazial minimul 36 de elevi. Pe lângă faptul că această regulă nu se aplica învățământului în limba română, în a doua jumătate a anilor '80 numărul de clase și de secții în limbile minoritare s-a redus simțitor. În ce privește universitățile, conform legii, cursurile în limbile minoritare erau predate doar dacă se formau grupe de minimum 15 studenți. În practică, studenții erau distribuiți în grupuri care rar depășeau 14 indivizi. În plus, din 1985, învățământul tehnic s-a făcut exclusiv în română.
După Revoluția ungară din 1956, atât teritoriul Regiunii Autonome Maghiare cât și corpul ei administrativ au cunoscut schimbări importante, funcționarii maghiari fiind înlocuiți cu funcționari români. În 1968 regiunea a fost desființată, iar majoritatea posturilor din administrație au fost ocupate de etnici români. Aceste fapte nu sunt decât reflectarea unor noi politici de „omogenizare” derulate în special în anii '70-'80: membrii minorităților etnice puteau face parte din corpul administrativ nu în funcție de reprezentativitatea lor la nivel local, ci în funcție de reprezentativitatea grupului lor etnic în populația totală. Pe fondul industrializării și a noilor reforme administrative, au avut loc deplasări de populație: etnici români din Moldova, Muntenia și Oltenia au fost deplasați în masă în zonele în care diverse alte grupuri etnice erau majoritare. Concomitent, intelectualilor aparținând unor etnii altele decât cea română l-au fost distribuite locuri de muncă departe de zonele istorice ale grupurile lor etnice respective.
În primii ani ai regimului Ceaușescu, în special imediat după 1968, s-a observat o liberalizare temporară a circulației informației culturale: s-a înființat editura Kriterion dedicată grupurilor etnice minoritare, au apărut câteva publicații periodice în limbi minoritare și au început să fie difuzate emisiuni radio și TV în maghiară și în germană. Însă la mijlocul anilor '80, concomitent cu interzicerea toponimelor și a prenumelor în limbile minoritare, concomitent cu reducerea claselor dedicate studiului în limbile minoritare și cu deplasările masive de populații s-a sistat difuzarea emisiunilor radio-TV în alte limbi decât româna, s-a intensificat cenzurarea publicațiilor în limbi minoritare (multe dintre ele au fost închise), iar termenul de „naționalități conlocuitoare” a fost înlocuit cu cel de „români de limbă maghiară / germană / ucraineană” etc.

#### Europa Centrală
Începând cu sfârșitul anilor '40 ai secolului XX, toate statele Europei centrale au dus politici naționaliste și asimilaționiste cu scopul de a forja noi identități naționale.
Imediat după cel de-al Doilea Război Mondial, ca urmare a situției interetnice postbelice, politicile interne din Cehoslovacia și din Polonia au avut un caracter agresiv, implicând deportări masive de populații și procese intensive de asimilare. În 1945 au avut loc expulzări masive ale etnicilor germani atât din Polonia cât și din Cehoslovacia. Zonele din vestul Poloniei din care au fost expulzați germanii au fost ocupate de polonezi fugiți din regiunea orașului Lvov, regiune anexată de URSS. În 1946, în Cehoslovacia a început „reslovacizarea slovacilor maghiarizați” care își propunea ca obiectiv eliminarea identității naționale maghiare din sudul Slovaciei. Acest proces implica schimbarea oficială a naționalității maghiare cu cea slovacă, schimbare care se realiza sub presiune: în cazul în care nu se declarau slovaci, etnicii unguri își pierdeau dreptul de a beneficia de sistemele de pensii, de ajutor social și de sănătate.
Prăbușirea Cortinei de fier a dus la o radicalizare temporară a politicilor naționaliste în diverse state central-europene. În Slovacia, în anul școlar 1990-1991, 36% dintre elevii maghiari se găseau în imposibilitatea de a urma școala în limba maternă, iar Legea Limbii adoptată în 1990 a fost un alt avatar al politicilor asimilaționiste din anii '50: aplicarea legii a dus de facto la imposibilitatea de a folosi limbile minoritare în structurile administrative ale statului, la imposibilitatea de a înregistra nume maghiare în registrele de nașteri, legea invalida orice tentativă de a restaura toponimele maghiare în zonele cu majoritate maghiară și anula inscripțiile stradale bilingve. Însă în iulie 1993 parlamentul a adoptat o lege îmbunătățită. În fine, la începutul secolului XXI, concomitent cu radicalizarea unor mișcări naționaliste având o influență politică relativ crescândă, se face remarcată apariția unor curente regionaliste cum ar fi:(moravic, sileziean etc.).

## O privire către viitor
Violența a fost o constantă începând cu primele momente în care oamenii s-au văzut pe ei înșiși ca membri ai unei comunități diferite de toate celelalte pe criterii etno-culturale. Pe măsură ce, de-a lungul secolului al XIX, tot mai mulți indivizi se vedeau pe ei înșiși ca membri ai unei comunități naționale, conflictele inter-comunitare au crescut în complexitate, în intensitate și în număr de victime omenești. În cea mai mare parte a secolului XX, încercarea de a stabili cât mai precis măsura diferenței față de o altă comunitate a antrenat conflicte violente. Într-un cerc vicios, violența conflictelor, care în secolul XX au cuprins întregul glob pământesc, a întărit sentimentul de identitate colectivă a grupurilor implicate. Uneori, violența (în forma ei cea mai inumană, ca genocid) a provocat apariția sentimentelor de identitate națională. Identitatea națională și violența extremă sunt atât de strâns legate încât par a fi de nedespărțit.
S-ar putea însă ca sfârșitul secolului XX să indice un început de schimbare: tendința de a recurge la soluții violente întru soluționarea diferendelor naționale scade pe măsură ce crește gradul de dezvoltare socială al comunităților. Cehii și slovacii și-au rezolvat neînțelegerile prin dialog, diversele grupuri etnice din Elveția și din Belgia își rezolvă problemele pe cale pașnică. În fine, la începutul secolului XXI s-ar părea că în Occident se sting și ultimele focare de violență din motive de identitate națională: în Irlanda de Nord, în Țara Bascilor și în Corsica armele tac în favoarea dialogului. Toate aceste indicii îi determină pe mulți specialiști să creadă că, pe termen lung, ideologia naționalistă își va pierde din relevanța politică și din implicațiile sociale avute în special în ultima sută de ani.